# Freebox
 (mars 2025).
La Freebox (en anglais : [ˈfɹiːˌbɑks]) est un appareil électronique fourni par le fournisseur d'accès à Internet français Free à ses abonnés haut débit et très haut débit, c'est également la première box à abonnement « triple play » en France. La Freebox a connu plusieurs versions et sous-versions différentes depuis son premier lancement.
Cet appareil sert principalement de modem xDSL ou FTTH, mais il est défini par la société Free comme « un appareil électronique servant d'interface entre l'équipement informatique et/ou audiovisuel de l'usager et le réseau de Free ». En ce sens, il ne sert pas seulement d'interface entre un ordinateur et l'Internet, mais permet aussi à Free de proposer des services ajoutés utilisant le réseau, comme la télévision ou la téléphonie sur IP, trio que l'on connaît sous l’appellation « triple play ». La Freebox peut également faire office de routeur et de point d'accès sans fil Wi-Fi. La Freebox est définie comme l’équipement terminal du réseau ; elle demeure la propriété de Free et n'est que prêtée aux abonnés.

## Histoire
La Freebox a été conçue par Sébastien Boutruche, responsable recherche et développement Freebox, avec son équipe, d'après le concept formulé par Xavier Niel et Rani Assaf en 2001,.
La Freebox est une première mondiale, elle est la première Box Triple Play, c'est-à-dire le premier terminal réseau offrant accès simultanément à Internet, à la télévision et au téléphone. Depuis, de nombreux fournisseurs d'accès français ont donné à leur modem un nom se terminant par « box », imitant ainsi le nom de la Freebox.

## Types de Freebox
Lors d'un abonnement haut débit ou très haut débit Free, une Freebox Server est remise à l'abonné. La partie Server n'est pas vendue, elle est une partie intégrante du réseau Free et agit en tant que point de livraison du service. Chaque Freebox en zone dégroupée est configurée pour n'être opérationnelle que sur l'IP client : l'adresse MAC de la carte réseau lui sert à s'identifier sur son DSLAM, qui l'autorise uniquement s'il y a correspondance entre l'adresse IP de connexion et l'adresse MAC dans la base client Free. En zone non dégroupée par Free, l'adresse MAC de la Freebox sert d'identifiant de connexion. Selon la zone de l'abonné xDSL la Freebox peut être :
- en zone non dégroupée : une Freebox Crystal ;
- en zone dégroupée ou FTTH : Freebox Révolution (v6), une Freebox Delta (v7) ou une Freebox Pop (v8) suivant son choix de forfait.

Free permet à ses abonnés de passer d'un forfait à l'autre et donc d'un échange de matériel en contrepartie d'une compensation financière fixe (sauf cas particuliers), de l'acceptation des nouvelles conditions générales et d'une nouvelle grille tarifaire.
L'ancienneté était un paramètre permettant aux abonnés Freebox de diminuer la compensation financière dans le cas d'une résiliation en fonction de la durée de l'abonnement, mais à la suite d'une plainte déposée en 2009 par l'UFC-Que Choisir, cette donnée a disparu en avril 2011 pour laisser place à une compensation financière d'un montant fixe.
Cependant, le « player Devialet » de la Freebox Delta ne se loue pas ; il est possible de l'acheter à 480 €, ou à 10 € par mois pendant quatre ans.
En octobre 2023, Free commercialise trois Freebox : la Freebox Révolution, la Freebox Pop et la Freebox Delta. Selon un article de 60 Millions de consommateurs, Free se positionne alors en deuxième position derrière Orange dans le classement des prix moyens des opérateurs box (à 42 €/mois en moyenne, prix lissé sur cinq ans).
| Type de Freebox          | Prix 1re année | Prix 2e année | Engagement |
| ------------------------ | -------------- | ------------- | ---------- |
| Freebox Révolution Light | 19,99 €        | 29,99 €       | aucun      |
| Freebox Pop              | 29,99 €        | 39,99 €       | aucun      |
| Freebox Ultra Essentiel  | 39,99 €        | 49,99 €       | aucun      |
| Freebox Ultra            | 49,99 €        | 59,99 €       | aucun      |

## Versions de Freebox
La version est indiquée en dessous ou à l'arrière de la Freebox (en italique dans les tableaux).

### Première génération: versions 1 et 2
La première Freebox est la première « box » xDSL au monde permettant d'avoir accès au triple play.
Les Freebox v1 et v2 ne sont plus distribuées et plus aucun abonné n'en dispose officiellement.
| Version                      | Date de sortie    | Changements par rapport à la version précédente |
| ---------------------------- | ----------------- | --- |
| Freebox version 1 FBX-ADSL01 | 18 septembre 2002 | - Internet (via USB ou Ethernet) - Téléphonie et services classiques associés (messagerie, rejet, renvoi, double appel, conférence, transfert, filtrage…) - Télévision - Processeur RC32355 |
| Freebox version 2 FBX-ADSL02 | février 2003      | - Nouveaux composants matériels pour la VoIP - Nouvelle alimentation (l'alimentation sous-dimensionnée de la v1 pouvait griller en quelques jours, la box étant alors à changer).           |

### Deuxième génération: versions 3 et 4
La Freebox v3 apporte une refonte du design (dont celui de la télécommande) avec une réduction importante du volume de la Freebox et l'ajout d'un affichage à LED sur la face avant permettant d'avoir l'heure ou d'autres informations (informations sur la connexion ou canal de la chaîne de télévision par exemple) que la v4 conserve.
Les Freebox v3 et v4 ne sont plus distribuées, les v4 peuvent être encore présentes chez certains abonnés non dégroupés mais une procédure d'échange gratuite pour un modèle plus récent est mise en place depuis mi-2013.
| Version                           | Date de sortie           | Changements par rapport à la version précédente |
| --------------------------------- | ------------------------ | --- |
| Freebox version 3 FBX-ADSL03      | 12 février 2004          | - Refonte du design (dont celui de la télécommande) - Afficheur frontal quatre fois sept segments - Fonction Wi-Fi via un port PCMCIA (avec la norme 802.11b) - Fonction routeur - Transformateur externe - Le connecteur audio numérique S/PDIF de type coaxial RCA devient optique Toslink - Suppression de tous les connecteurs RCA (le S/PDIF comme les 2 analogiques) - Suppression du second connecteur pour le téléphone qui était inutilisé - Processeur Conexant CX82310 cadencé à 168 MHz |
| Freebox version 4 (A) FBX-ADSL04  | fin août 2004            | - Compatibilité à l'ADSL 2+ - Capacités internes plus performantes - Ajout d'un connecteur USB maître, utilisé pour brancher une imprimante que l'on partage sur le réseau - Processeur Broadcom BCM6348 cadencé à 255 MHz |
| Freebox version 4 (B) FBX-ADSL04B | septembre 2004           | - Réorganisation interne, mais pas de nouvelle fonctionnalité |
| Freebox version 4 (C) FBX-ADSL04C | octobre 2004             | - Compatibilité avec la norme 802,11 g pour le Wi-Fi en passant du PCMCIA 16 bits au CardBus 32 bits |
| Freebox version 4 (R) FBX-ADSL04R | entre avril et juin 2005 | - Compatibilité native au Re-ADSL 2 |

Freebox V3 et V4
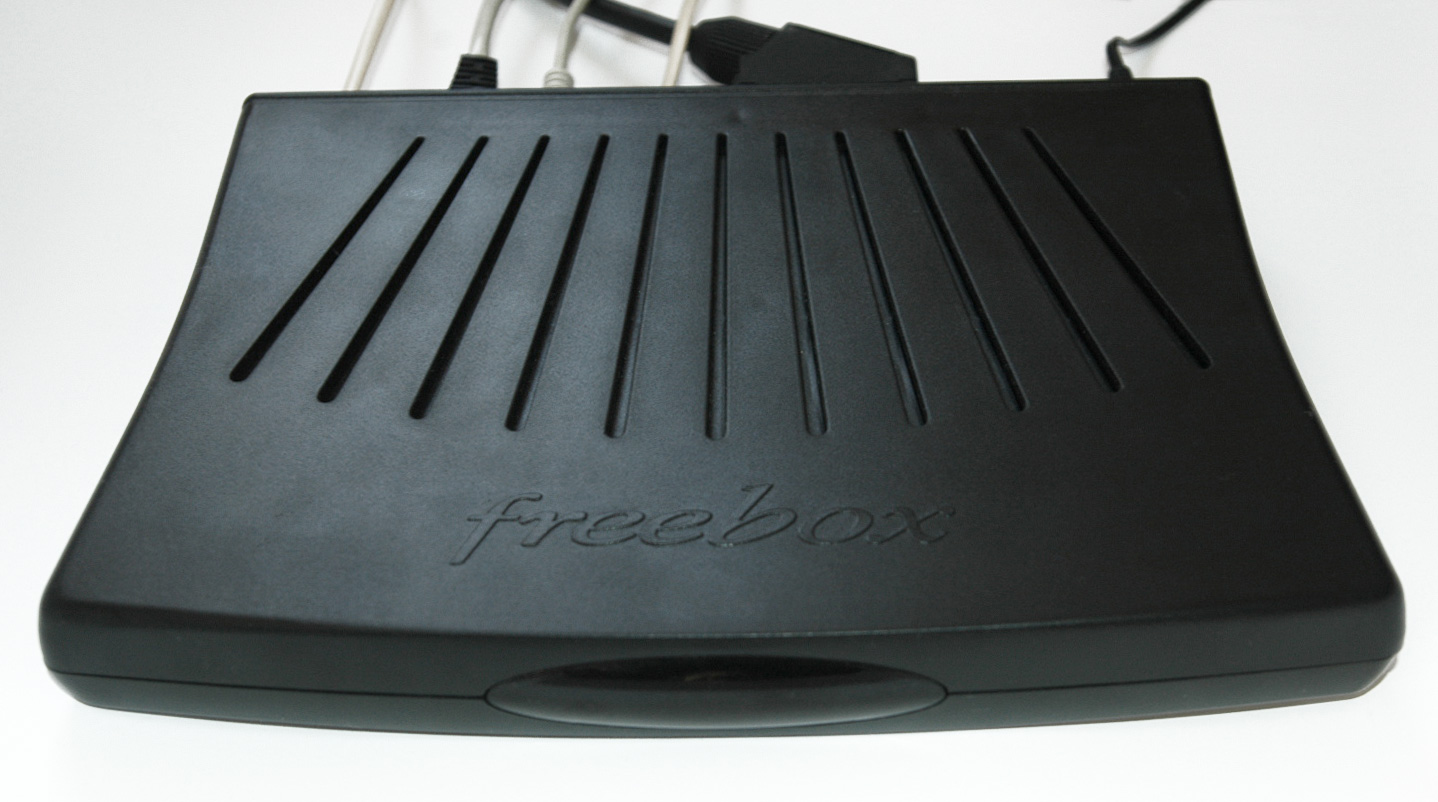
Une Freebox V4 de face.
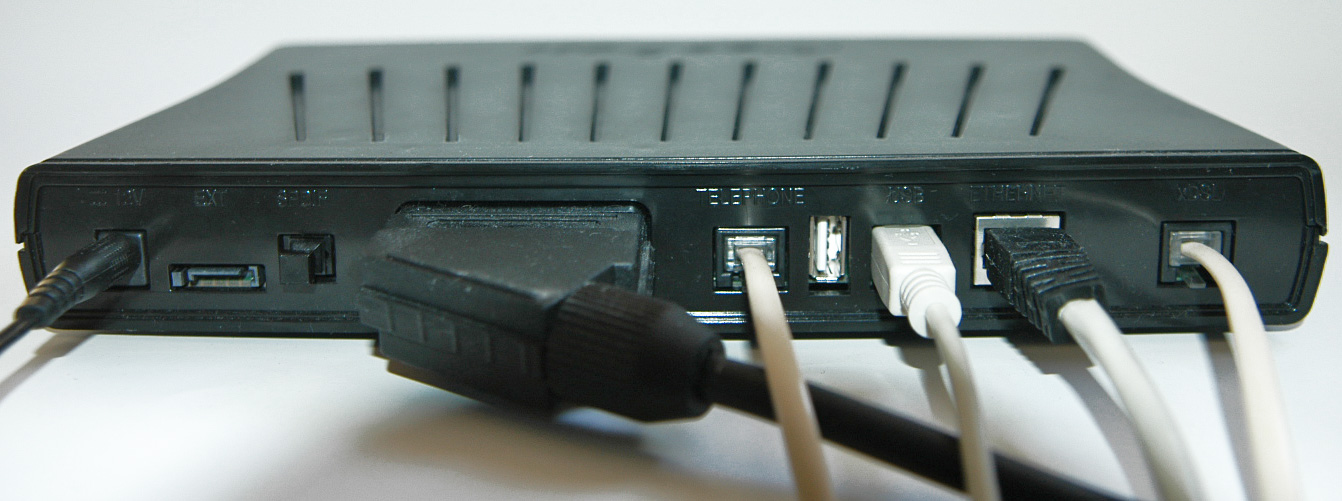
Face arrière de la Freebox V4.

### Troisième génération: versions 5 HD, Ô HD et Crystal
À partir de sa cinquième version, la Freebox est divisée en deux boîtiers distincts :
- un boîtier réseau :
  - pour les abonnés ADSL (et VDSL depuis son apparition), la Freebox v5, et, à partir du 11 juin 2013, la Freebox Crystal 1,
  - pour les abonnés connectés en fibre optique, la Freebox Ô ;
- un boîtier multimédia :
  - la Freebox HD et, à partir du 11 juin 2013, la Freebox Crystal 2.

Les deux boîtiers sont reliés entre eux par câble Ethernet ou par Wi-Fi pour les premières versions des Freebox v5 HD et Ô HD, puis via Ethernet ou CPL ensuite.
En 2024 Free annonce arrêter les Freebox Crystal (donc les V5) dès la fin 2025.

#### Boîtier réseau
Le boîtier réseau Freebox v5 reprend le même design que les Freebox v3 et v4 mais la couleur est passée au gris-bleu argenté. Il était distribué aux abonnés ADSL (et VDSL) ayant choisi l'offre de base, en zone non dégroupée (sans boîtier TV) et aux abonnés de la Fondation Free. Sous une apparence différente, ce boitier est également distribué aux abonnés de la marque Alice Box Initial.
Le boîtier réseau Freebox Ô est identique à la Freebox v5 hormis la connectique, elle arrive en 2008, en même temps que le lancement des offres commerciales fibre optique. Il était distribué aux abonnés fibre avec l'offre de base.
Le boîtier réseau Freebox Crystal 1 reprend la philosophie épurée des boîtiers de la Freebox v6 Révolution dans un coloris blanc avec les composants de la Freebox v5. Il était distribué aux abonnés ADSL et VDSL ayant choisi l'offre Crystal qui remplaçait l'offre de base ADSL, et est dorénavant disponible uniquement pour les abonnés en zones non dégroupées et dégroupées.
| Version                                           | Date de sortie | Changements par rapport à la version précédente |
| ------------------------------------------------- | -------------- | --- |
| Freebox version 5 (00) FBX-ADSL05-00              | 19 avril 2006  | Réorganisation totale de la Freebox : - Couleur du boîtier grise à la place du noir - Partie télévision reléguée au boîtier HD - Wi-Fi MIMO (trois antennes sont livrées avec la Freebox, la carte séparée n'est plus nécessaire) - Téléphonie Wi-Fi (via le protocole SIP (version 3.0 Levana)) - Mini-switch Ethernet pour relier jusqu'à quatre ordinateurs |
| Freebox version 5 (01) FBX-ADSL05-01              | juillet 2006   | - Connecteurs d'antenne MIMO argentés au lieu d'être dorés |
| Freebox version 5 (02) FBX-ADSL05-02              | juillet 2006   | - Composants de gestion de la VoIP intégrés dans la carte mère - Changement des composants de mémoire vive (deux chipsets au lieu d'un seul auparavant) Du fait de la fabrication en Chine, contrairement aux anciennes versions de Freebox fabriquées en France, les finitions ont changé : - Technique de coloration du plastique différente - Connecteurs d'antenne MIMO fixés sans écrous - Pieds en caoutchouc moins élevés |
| Freebox version 5 (A) F-ADSL05A                   | janvier 2008   | - Deux antennes Wi-Fi MIMO au lieu de trois précédemment (sauf pour la version F-ADSL05A-2-EN et F-ADSL05A-2-BR) |
| Freebox version 5 (B) F-ADSL05B                   | mars 2008      | - Retour des trois antennes Wi-Fi MIMO + intégration du module Wi-Fi N |
| Freebox version 5 (C) F-ADSL05C                   | avril 2008     | - La norme du Wi-Fi passe au 802.11n - Les antennes Wi-Fi sont intégrées dans le boîtier - Connexion au boîtier HD grâce aux FreePlugs |
| Freebox Crystal 1 F-ADSL05R                       | juin 2013      | - Nouveau boîtier |
|                                                   |                | |
| Freebox Ô 1 (A) nom de code Ophélie F-OPT01A-0-MN | mai 2008       | - Nouvelle carte mère avec redisposition complète des ports - Le connecteur ADSL devient un connecteur SFP (pour y brancher la fibre optique) - Ajout de DEL d’activité sur chaque port Ethernet - La vitesse des ports Ethernet est portée à 1 Gbit/s - Ajout d'un port SFP - Ajout de ports HDMI, Péritel et S/PDIF (ce boîtier est maintenant lui aussi capable d'utiliser le service de télévision) - Suppression du port USB et d'un port Ethernet (il en reste néanmoins quatre dans le mini-switch) servant à la connexion avec l'ordinateur - L'adaptateur secteur de 12 volts devient un adaptateur 9 volts |
| Freebox Ô 1 (B) F-OPT01B 0-SR                     | avril 2009     | - La norme du Wi-Fi passe au 802.11n - Les antennes Wi-Fi sont intégrées dans le boîtier - Fabrication en République Tchèque |
| Freebox Ô 2 (A) F-OPT02A 0-RN                     | septembre 2011 | - Non compatible fibre directement. Nécessite un convertisseur optique séparé. - À base de F-ADSL05C. - Firmware permettant l'accès WAN par RJ45 via le convertisseur optique - Plafonne généralement à 20-25 Mbit/s en mode routeur, 40-50 Mbit/s en mode bridge |

Freebox V5
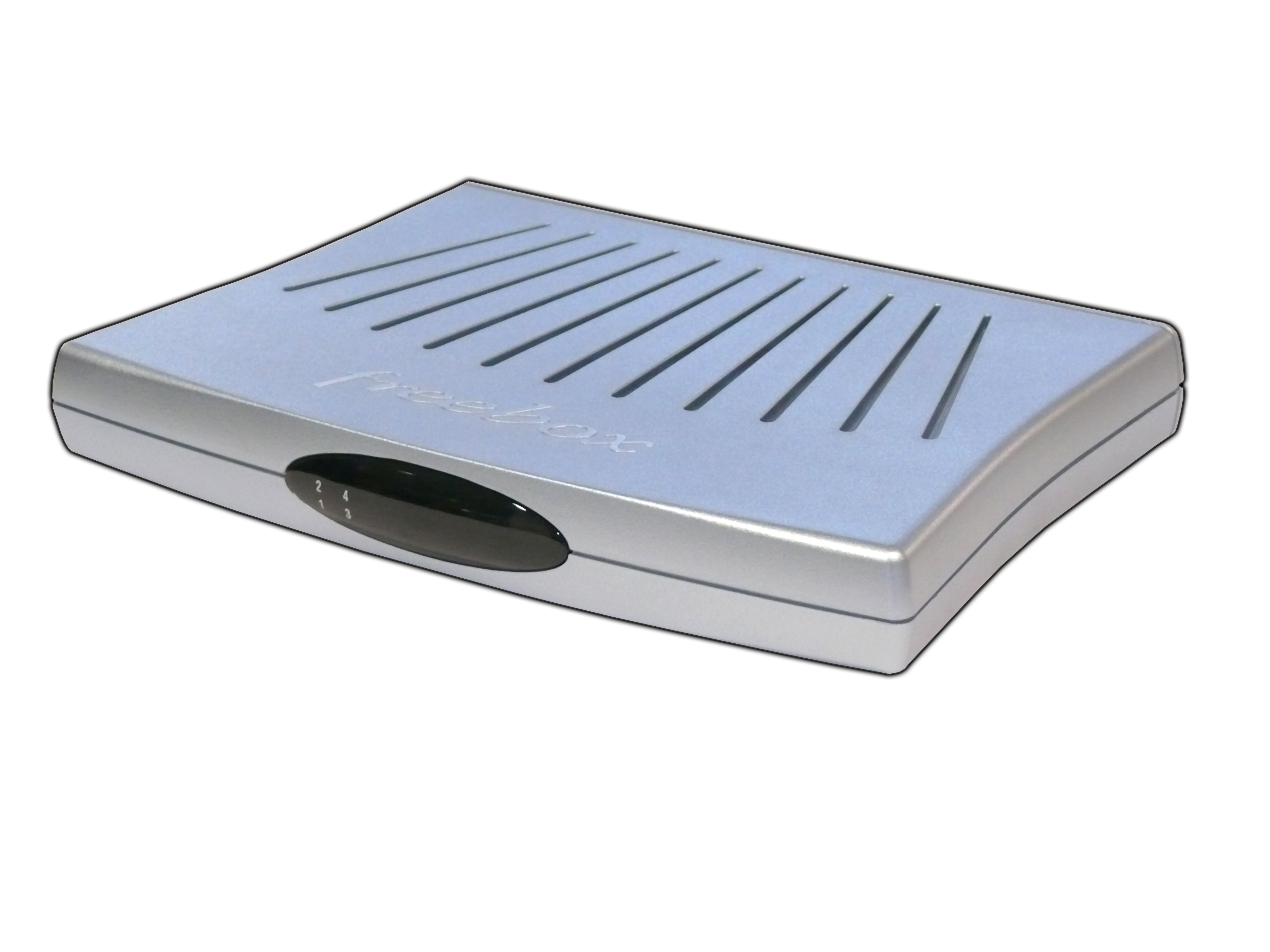
ADSL, ou « Ô ».
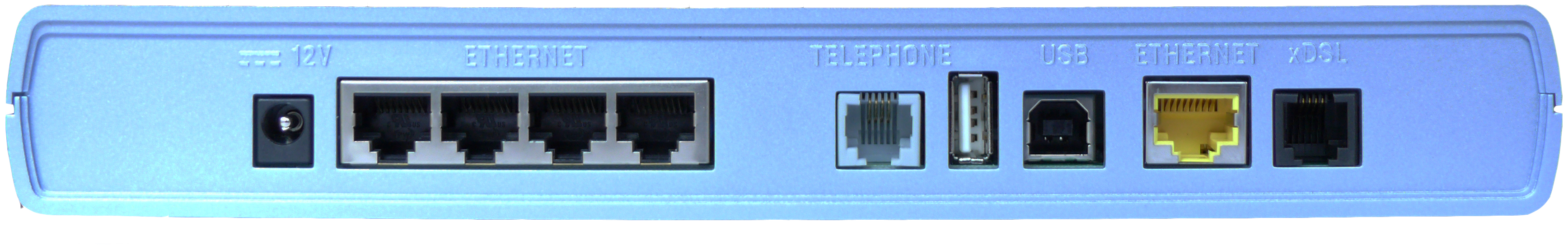
Vue arrière du boitier ADSL.

#### Boîtier multimédia
Le boîtier multimédia Freebox HD arbore un design de parallélépipède rectangle complètement nouveau. Il était distribué aux abonnés ADSL ayant choisi l'offre de base en zone dégroupé et aux abonnés de la Fondation Free. Il était aussi distribué aux abonnés à l'option Multi-TV, même ceux possédant une Freebox Révolution.
Le boîtier multimédia Freebox Crystal 2 est identique au boîtier réseau Freebox Crystal 1 qui reprend la philosophie épurée des boîtiers de la Freebox v6 Révolution dans un coloris blanc avec les composants de la Freebox HD. Il était distribué aux abonnés ADSL ayant choisi l'offre Crystal qui remplaçait l'offre de base ADSL. Il est actuellement[Quand ?] distribué aux abonnés ADSL situés en zone non dégroupée.
| Version                                                                             | Date de sortie | Changements par rapport à la version précédente |
| ----------------------------------------------------------------------------------- | -------------- | --- |
| Freebox HD version 1 FBX-HD01                                                       | 19 avril 2006  | Réorganisation totale de la Freebox : présence de deux boîtiers reliés par Wi-Fi MIMO ou Ethernet. Celui-ci totalement nouveau (notamment au niveau du design) reprend uniquement les fonctions télévisuelles de la version 4, en y ajoutant les fonctionnalités suivantes : - Wi-Fi MIMO (trois antennes) - Télévision à haute définition (connecteur HDMI) - Tuner TNT - Ajout de sorties vidéo (S-Vidéo et composite) et audio numérique - Ajout d'entrées vidéo (RCA et S-Vidéo) - Ajout d'un disque dur de 40 Go - Ajout d'un port USB maître - Réduction du connecteur Péritel - Processeur plus performant : Sigma Designs SMP8635 (300 MHz) - Suppression du connecteur Serial ATA, qui était inutilisé - Nouvelle télécommande pouvant servir de manette de jeu |
| Freebox HD version 2 FBX-HD02-00                                                    | juin 2007      | - Deux antennes Wi-Fi MIMO au lieu de trois précédemment - Nouvelle carte mère complètement retravaillée (dont changement de place des entrées et sorties et disparition de la carte mini-PCI Wi-Fi intégrée) - Augmentation de la capacité du disque dur qui passe de 40 Go à 80 Go (néanmoins bridé à 40 Go) - Ajout d'une ventilation intégrée (l'activation du disque dur interne est nécessaire pour activer la thermorégulation du ventilateur) - Ce boîtier pèse quatre-cents grammes de plus que la version précédente - Ajout d'une petite diode verte sur l'alimentation indiquant son fonctionnement ou non |
| Freebox HD version 2.2 F-HD01A F-HD01B F-HD01C 0-LR F-HD02A F-HD02B                 | septembre 2007 | - Suppression du décodeur TNT (sauf sur les modèles F-HD01A-0-CR et F-HD01A-1-LR) - Suppression de la ventilation intégrée sur le modèle F-HD01 - Chez certains nouveaux abonnés en 2010, des boîtiers de cette série sont fournis avec une clé USB TNT externe en remplacement du décodeur TNT interne manquant |
| Freebox HD version 3 F-HD02A-TN F-HD02A-0-TN F-HD02C-0-TN F-HD02D-0-TN F-HD02E-0-TN | janvier 2008   | - Réintégration du décodeur TNT - Réintégration du ventilateur sur certains modèles - Connexion au boîtier ADSL ou optique grâce aux FreePlugs - Suppression des antennes Wi-Fi rendues inutiles par les FreePlugs - Suppression du module Wi-Fi - Capacité du disque dur qui passe de 80 Go à 100 Go sur certains modèles (néanmoins bridé à 40 Go), d'autres restent à 40 Go (version actuellement distribuée) - Sur le modèle F-HD02E-0-TN, passage à l'interface SATA au lieu de PATA pour le disque dur, avec des disques de 160 Go, toujours bridés à 40 Go |
| Freebox Crystal 2                                                                   | juin 2013      | - Nouveau boîtier - Nouvelle interface TV, qui a également été mise en place sur les anciens modèles de Freebox v5 avec une mise à jour - Nouvelle télécommande - Suppression des entrées vidéo |

Freebox HD
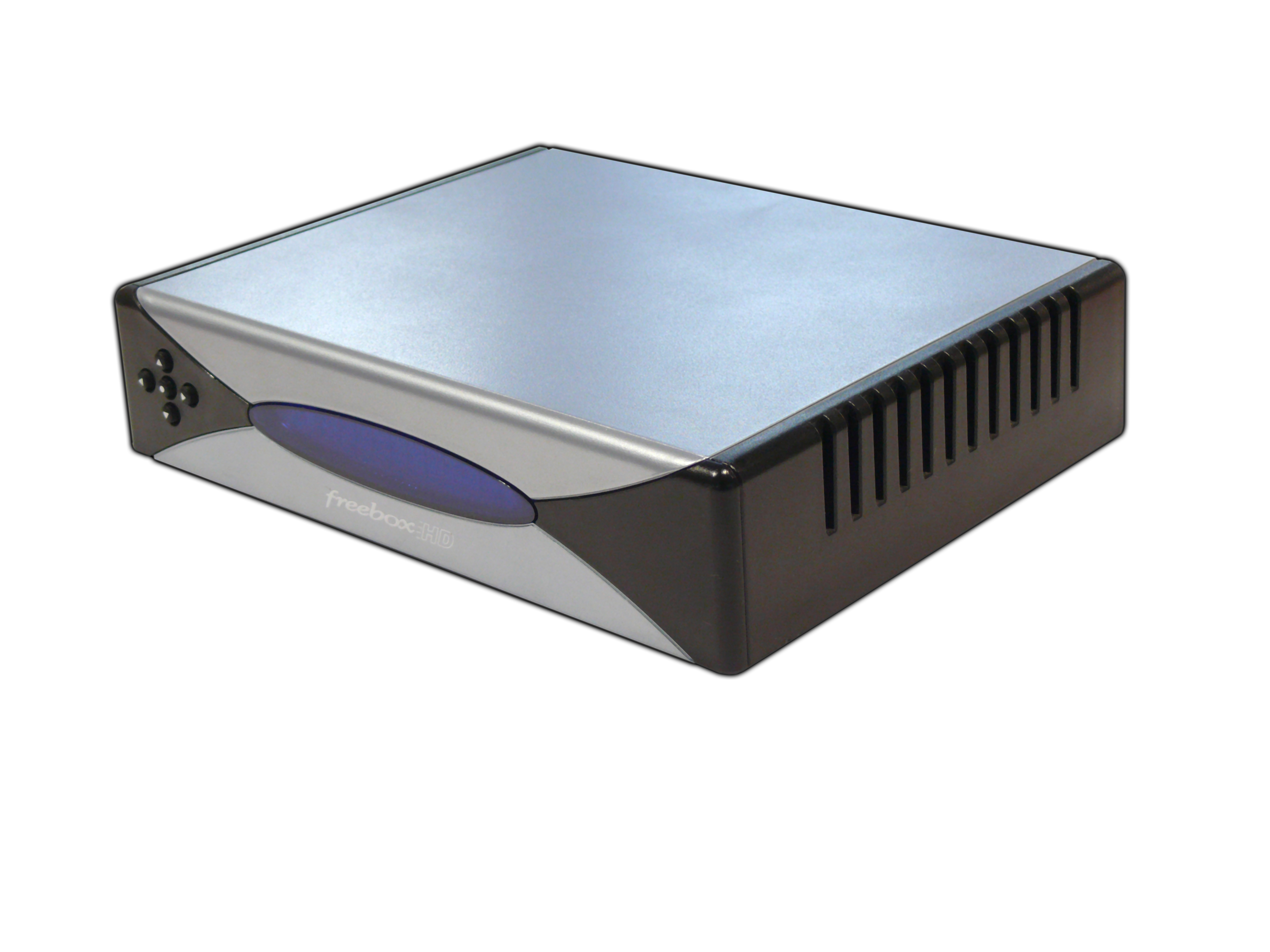
Freebox HD.
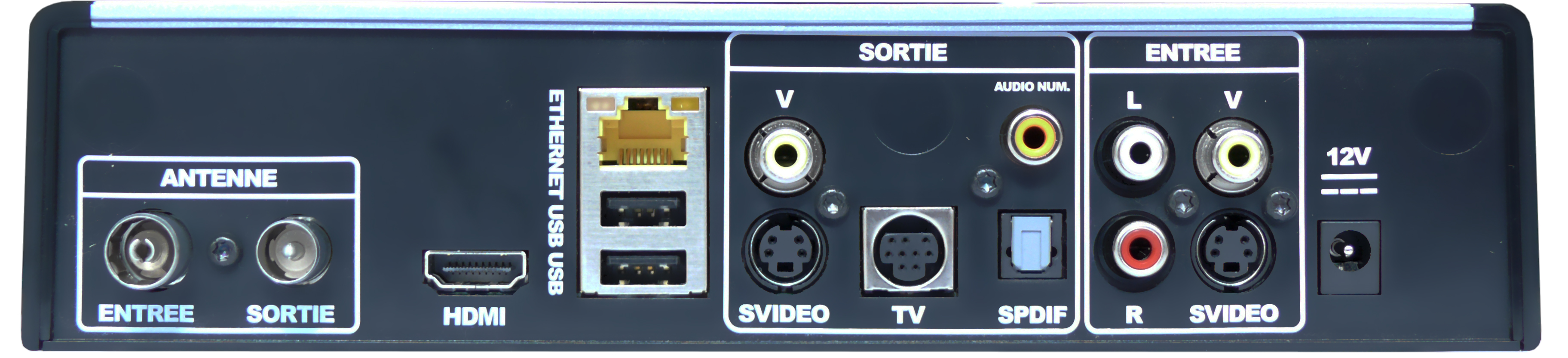
Face arrière de la Freebox HD version 3.
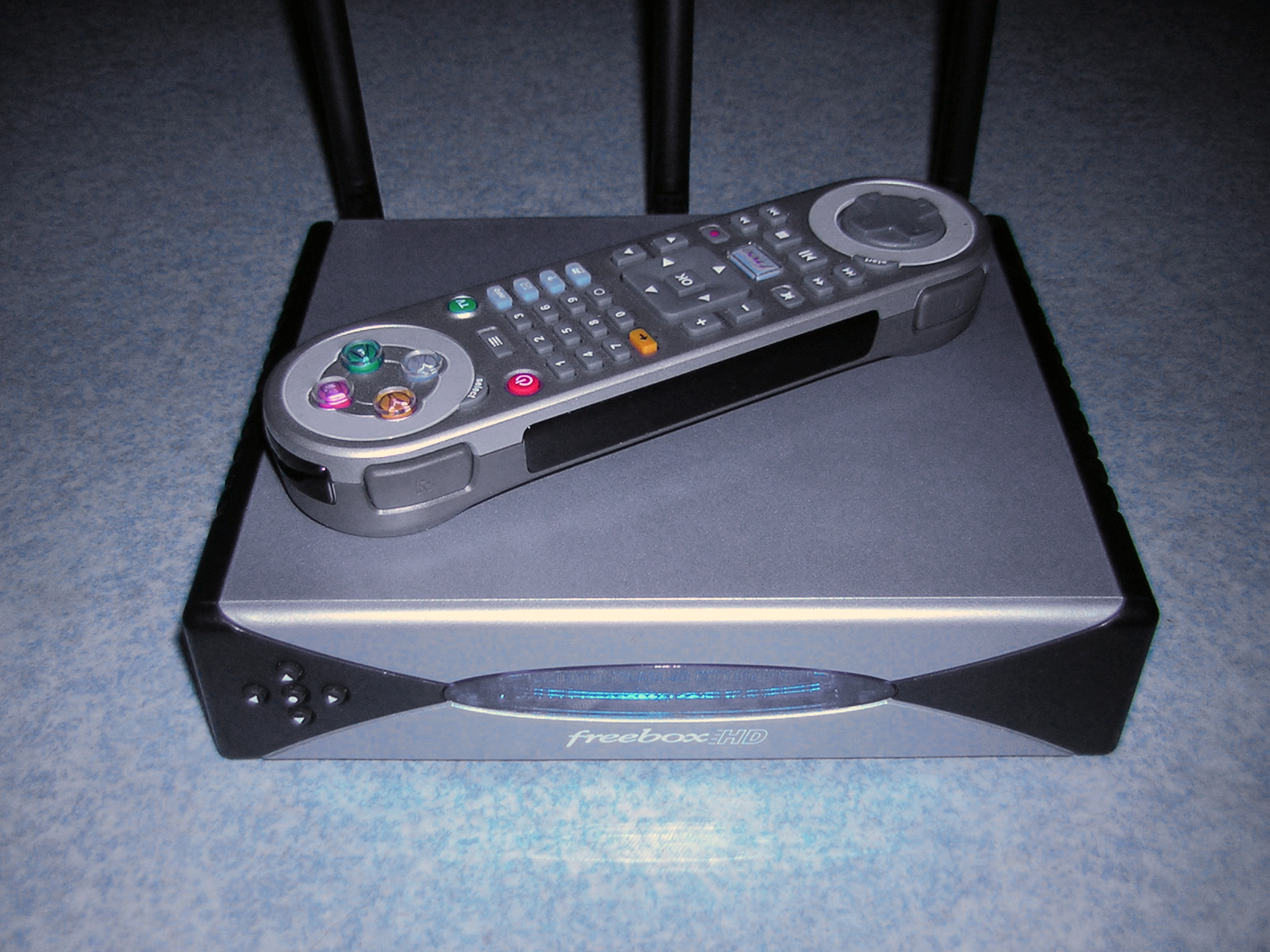
Freebox HD version 1 et sa télécommande.

### Quatrième génération: version 6 «Révolution» et «Mini 4K»
Le 14 décembre 2010, Xavier Niel a dévoilé la nouvelle mouture de la Freebox : la version 6 dite « Révolution ». Ce boîtier, esthétiquement conçu par Philippe Starck, offre de nombreuses nouveautés dont un disque dur de 250 Go, un lecteur de DVD et de Blu-ray 3D ready (uniquement sur sortie hdmi et péritel depuis le firmware 1.1.0), un Tuner TNT-HD, le son 7.1, une télécommande à liaison radio dotée d'un gyroscope et d'un accéléromètre, un commutateur réseau Ethernet gigabit, le WiFi 802.11n à 450 Mbit/s. Le tout architecturé autour d'un SoC Intel CE4150 (Sodaville),, soit un processeur Intel Atom à 1,2 GHz et une carte graphique PowerVR (licenciée sous l'appellation Intel GMA 500) à 400 MHz pour le boîtier Player.
Basée sur le logiciel libre VLC, la prise en charge de la lecture des disques Blu-Ray n'est pas complète. En fonction du niveau de protection BD+ ou Cinavia, les disques peuvent ne pas être lus par le Player de la FreeBox,,,.
Les boîtiers Server et Player sont communs aux abonnés xDSL et Fibre. Ils sont distribués aux abonnés ayant choisi l'offre Révolution.
La Freebox Révolution abandonne l'affichage de messages comme le message « Rock'n'Roll » qui s'affichait, soit sur l'écran de télévision pour les versions 1 à 4 soit sur l'afficheur frontal de la Freebox HD ou même un simple « Rock » sur l'afficheur frontal de la Freebox Ô, tout cela pour signifier que la partie TV des box est prête à être utilisée. Elle abandonne aussi le message qui s'affichait lors de certains passages au nouvel an sur les afficheurs frontaux des versions 3 à 5.
Le 10 mars 2015, à l'occasion d'une présentation au siège d'iliad, Xavier Niel annonce une nouvelle Freebox baptisée « Freebox Mini 4K », afin de remplacer la Freebox Crystal. La particularité de cette nouvelle Freebox est sa petite taille comparée à la Freebox Revolution, ainsi que la prise en charge de la 4K et le système d'exploitation Android TV.
Le 3 novembre 2022, Free met fin à sa Freebox Mini 4K après quatre-vingt-douze mois de commercialisation.

#### Freebox Server v6
Les boîtiers réseaux de la Freebox v6 Révolution et Mini 4K sont nommés « Freebox Server ».
| Version                           | Date de sortie   | Caractéristiques techniques et évolutions par rapport à la version précédente | Système d'exploitation                                                    |
| --------------------------------- | ---------------- | --- | ------------------------------------------------------------------------- |
| Server v6 Révolution              | 14 décembre 2010 | - SoC Broadcom BCM6368 à 400 MHz (MIPS32) uniquement pour la partie xDSL - SoC ARM Marvell Kirkwood 88F6281 à 1,2 GHz pour les fonctions de plus haut niveau telles que le NAS, la téléphonie, le VPN, etc - La partie commutation Gigabit Ethernet est assurée par un Marvel 88E6161 rendant disponible 4 ports Gigabit Ethernet (1000 Base-T). - RAM : 512 Mo de DDR2-800 (NAS) + 32 Mo de DDR-400 (xDSL) - Wi-Fi 802.11n en 3x3 à 450 Mbit/s sur la fréquence 2,4 GHz (carte mini PCI-Express 1x Marvell 88W8366) - Disque dur HGST CinemaStar C5K500 2,5" de 250 Go, à 5 400 tr/min. - Serveur NAS accessible depuis l’extérieur depuis août 2011. - Base DECT, CAT-iq. - 2 ports USB 2.0, 1 port e-SATA, une entrée/sortie audio/stéréo, à l'arrière - 1 port USB 2.0 accessible en façade se branchant sur un de ceux à l'arrière. - Deux haut-parleurs intégrés permettant d'écouter les messages du répondeur, une webradio ou de la musique pour les produits et les applications supportant le protocole AirPlay. - Contrôle parental, téléchargement autonome, surveillance de la consommation téléphonique, serveur web local pour l’administration. - Port SFP relié au switch par un transceiver Gigabit Ethernet Marvell Alaska 88E1118R. - Depuis le firmware 3.2.0, les abonnés fibres peuvent avoir un débit de l'ordre de 1 Gbit/s en mode routeur et en mode bridge . - Emplacement pour un boitier interne Femtocell (en option). | - Freebox OS 1.0 (version initiale) - Freebox OS 4.8.18 (23 janvier 2025) |
| Server v6 Révolution, version r2  | octobre 2013     | - Puce Wi-Fi désormais intégrée à la carte mère. - Changement disque dur HGST Travelstar Z5K500 2,5" de 250 Go, à 5 400 tr/min. | - Freebox OS 1.0 (version initiale) - Freebox OS 4.8.18 (23 janvier 2025) |
| Server v6 Révolution, version r3  | avril 2014       | - Nouvelle puce Wi-Fi compatible 802.11n (fréquence 2,4 GHz) et 802.11ac sur la bande de fréquence 5 GHz. - Module Femtocell intégré et non amovible. | - Freebox OS 1.0 (version initiale) - Freebox OS 4.8.18 (23 janvier 2025) |
| Server Mini 4K, versions r1 et r2 | 10 mars 2015     | - Taille réduite (180 × 145 × 40 mm). - Pas de disque dur intégré. - Femtocell intégrée. - Wi-Fi bande 2,4 GHz (norme 802.11n) (r1 et r2) + bande 5 GHz (norme 802.11ac) (r2) - Pas de DECT intégré. - Pas de haut-parleurs. | - Freebox OS 1.0 (version initiale) - Freebox OS 4.8.18 (23 janvier 2025) |

Freebox v6 et Mini 4K
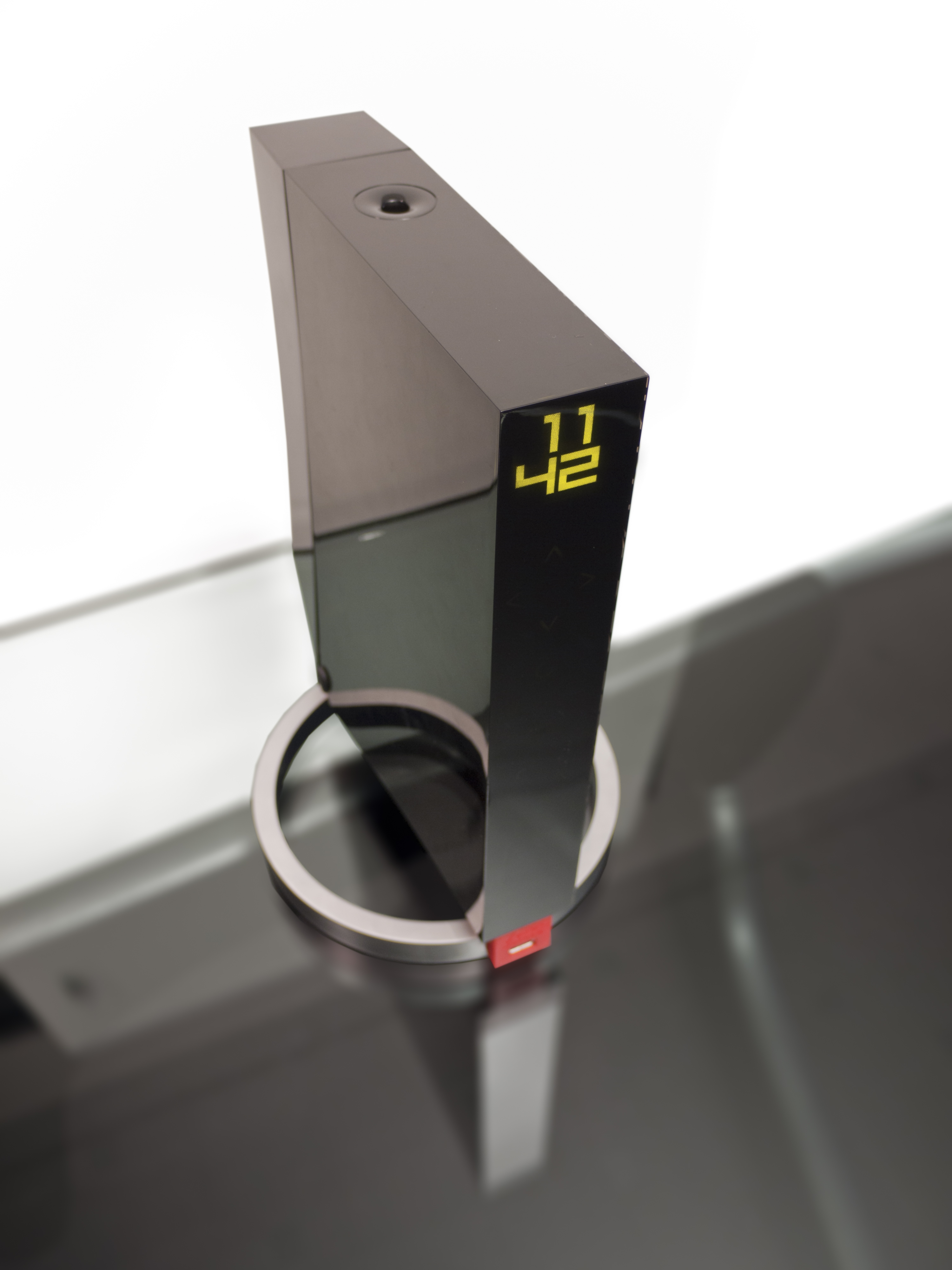
Freebox Révolution Server sur son socle.
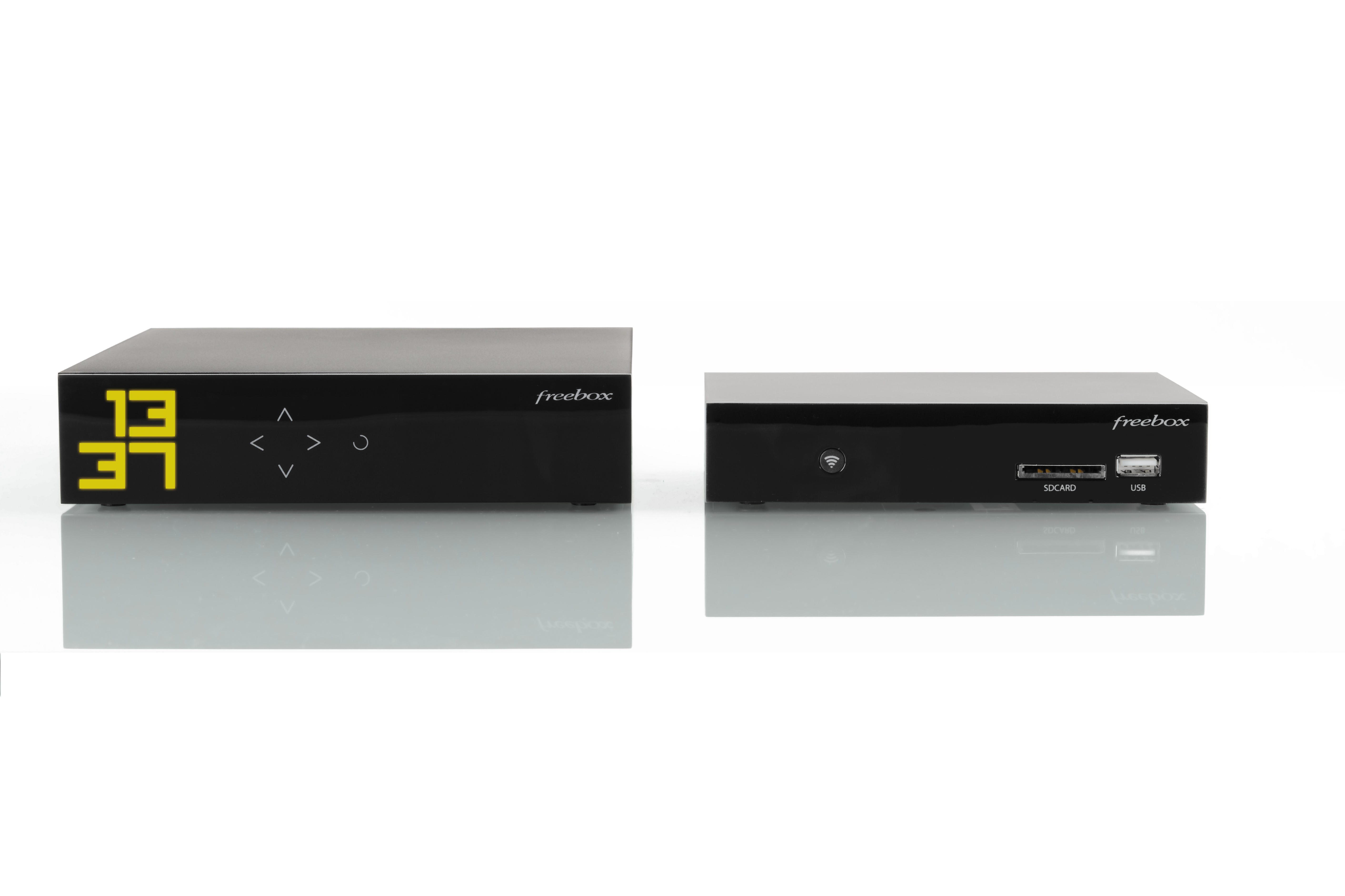
Freebox Mini 4K Server et Player.

#### Freebox Player v6
Les boîtiers multimédia de la Freebox v6 Révolution et Mini 4K sont nommés « Freebox Player ».
| Version           | Date de sortie   | Caractéristiques techniques | Système d'exploitation                                                               |
| ----------------- | ---------------- | --- | ------------------------------------------------------------------------------------ |
| Freebox Player v6 | 14 décembre 2010 | - SoC Intel CE4150, (Processeur Intel Atom à 1,2 GHz + carte graphique Intel GMA 500 PowerVR à 400 MHz) - 1 Go de RAM DDR3-1333 - Lecteur Blu-ray intégré (prise en charge partielle du format Blu-ray vidéo) - Tuner TNT-HD - 1 port USB en façade et 2 à l'arrière - 1 port Ethernet Gigabit - Sortie HDMI 1.4 compatible 3D - Sortie vidéo analogique SCART - Sortie audio optique SPDIF - Mémoire interne de 256Mo (réservé au système d'exploitation) - Télécommande (par liaison radio ZigBee) interactive dotée d’un accéléromètre et d’un gyroscope à trois axes | - Freebox Player v6 1.0 (version initiale) - Freebox Player v6 1.3.46 (février 2025) |

Le Freebox Player v6 tourne sous un système d'exploitation basé sur Linux développé par Free. Il inclut de nombreuses fonctionnalités "Smart TV", dont un navigateur web, une app webradio et un lecteur multimédia réseau compatible avec de nombreux formats audio et vidéo. Des mises à jours ont été déployées par Free ajoutant de nombreux services au fil du temps, dont YouTube, Twitch, Netflix, Deezer, Qobuz et d'autres. Freebox Player est compatible avec le protocole AirPlay d'Apple à travers une implémentation open-source, ce qui permet de streamer de la musique, des vidéos ou de faire de la recopie d'écran à partir d'appareils Apple. Une boutique d'applications, le FreeStore, est également disponible, bien que la quantité d'applications présentes soit relativement faible.
| Version                           | Date de sortie | Caractéristiques techniques | Système d'exploitation |
| --------------------------------- | -------------- | --- | --- |
| Freebox Mini 4K Player r1 F-BG01B | 10 mars 2015   | - Processeur Broadcom Brahma Dual Core A15 1,5 GHz avec 1,5 Go de RAM - 8 Go de mémoire flash (dont 3 Go réservés pour le système et 5 Go disponibles pour les applications) - Bluetooth 4.0 (compatible Low Energy) - Wi-Fi N 2x2 - Android TV - Décodage matériel du codec H.265/HEVC, permettant de lire des vidéos 4K - Tuner TNT-HD - Télécommande avec recherche vocale intégrée (technologie Bluetooth) - Lecteur de carte SD - Sortie HDMI 2.0 compatible 4K - Sortie audio optique SPDIF - 3 ports USB 2.0 (1 en façade, 2 à l'arrière) - Dimensions de 155 × 35 × 115 mm - 1 Port Ethernet 100Mbps | - Android TV 5.0 + surcouche Freebox 1.0 (version initiale) - Android TV 7.1.1 + surcouche Freebox 3.6.0 (9 janvier 2025) |
| Freebox Mini 4K Player r2 F-BG01C | mai 2016       | - Processeur Broadcom Brahma Dual Core B15 1.72GHz avec 1,5Go de RAM - Lecteur de carte microSD (en remplacement du lecteur de carte SD) - Grilles d'aération sous l'appareil pour éviter les surchauffes - Décodage matériel du codec VP9 | - Android TV 5.0 + surcouche Freebox 1.0 (version initiale) - Android TV 7.1.1 + surcouche Freebox 3.6.0 (9 janvier 2025) |

Le Player Freebox Mini 4K tourne sous Android TV avec une surcouche Free ajoutant des paramètres et services supplémentaires. Il est certifié par Netflix depuis décembre 2019.

### Septième génération: version 7 «One» et «Delta»
Initialement prévue pour 2015, la version 7 de la Freebox a subi d’année en année de multiples reports, avant d'être finalement présentée le 4 décembre 2018 (pour une disponibilité client avant Noël 2018), avec près de trois années de retard sur le planning initial. Alors que les rumeurs allaient bon train sur les caractéristiques de cette nouvelle box (technologie G.fast, déclinaison de la box en deux modèles, etc.), Xavier Niel a dévoilé la V7, déclinée en deux modèles : la Freebox One et la Freebox Delta.

#### Freebox One
La Freebox One consiste en un seul boitier intégrant le matériel Player et Server qui doit être branché à la fois au raccordement Fibre/xDSL et au téléviseur. Le serveur intégré au boitier Freebox One est identique au Server Mini 4K, lui même basé sur le Server V6 de l'offre Revolution. Quant à la partie Player, le matériel est globalement identique à celui du Freebox Player Devialet, la connectique et les fonctionnalités en rapport avec le système audio Devialet en moins.
Le 7 juillet 2020, après dix-huit mois de commercialisation, la Freebox One n'est plus commercialisée et n'est donc plus disponible sur le site de Free, elle est finalement remplacée par la Freebox Pop,.
L'offre inclut un abonnement Netflix Essentiel.
| Version        | Date de sortie  | Caractéristiques (Server) | Caractéristiques (Player) | Systèmes d'exploitation |
| -------------- | --------------- | --- | --- | --- |
| Freebox One r1 | 4 décembre 2018 | - Matériel identique au Freebox Server v6 et ses déclinaisons - SoC Broadcom BCM6368 à 400 MHz (MIPS32) uniquement pour la partie xDSL - SoC ARM Marvell Kirkwood 88F6281 à 1,2 GHz pour les fonctions de plus haut niveau telles que le NAS, la téléphonie, le VPN, etc - La partie commutation Gigabit Ethernet est assurée par un Marvel 88E6161 rendant disponible 4 ports Gigabit Ethernet (1000 Base-T). - RAM : 512 Mo de DDR2-800 (NAS) + 32 Mo de DDR-400 (xDSL) - Wi-Fi 802.11n en 3x3 à 450 Mbit/s sur la fréquence 2,4 GHz (carte mini PCI-Express 1x Marvell 88W8366) - Fonctionnalités "Serveur NAS" disponibles si un disque dur est raccordé à l'un des ports USB ou eSATA. - Base DECT, CAT-iq. - 2 ports USB 2.0, 1 port e-SATA, une entrée/sortie audio/stéréo, à l'arrière - Port SFP relié au switch par un transceiver Gigabit Ethernet Marvell Alaska 88E1118R. - Femtocell intégré. | - Matériel essentiellement identique au Freebox Player Devialet (v7) - Sortie HDMI 2.0b compatible HDCP 2.2 et 4K HDR10 - SoC Snapdragon AP8088Q - 4Go de RAM - 32Go de stockage eMMC - 1 port USB-C 3.1 - Entrée TNT - Bluetooth 4.1 - (Le point d'accès WiFi AC semble déporté sur le hardware Player) | - Player - Freebox Player v7 1.0 (version initiale) - Freebox Player v7 1.5.4 (13 mars 2024) - Server - Freebox OS 4.0 (version initiale) - Freebox OS 4.8.15 (11 septembre 2024) |

#### Freebox Delta
L'offre Freebox Delta est constituée initialement :
- du Freebox Server v7 en location ;
- du Freebox Player Devialet vendu 480 € ;
- et de deux boitiers CPL FreePlug 1 Gbps pour alimenter et relier les deux dispositifs.

Un disque dur 1 To ainsi qu'un un pack sécurité composé d'une télécommande, d'un détecteur d'ouverture, d'une caméra de sécurité, d'un détecteur de mouvement sont proposés en option lors de la souscription ou sur la boutique de l'espace abonné. L'offre inclut les services Netflix Essentiel, Amazon Prime et TV by Canal.
Une offre Freebox Delta S est également disponible, celle ci faisant l'impasse sur les services TV ainsi que le Freebox Player Devialet, bien qu'il soit possible pour les abonnés aux offres Freebox Mini 4K et Révolution d'y migrer en gardant son Player actuel ainsi que l'option Freebox TV.
À partir du 7 juillet 2020, à la suite de la présentation du nouveau Freebox Player v8 (Player Pop), Free élargit son offre Freebox Delta en proposant le Player Pop à la place du Player Devialet. Un des deux boîtiers CPL de l'offre est remplacé par un répéteur Wi-Fi. Le Player Pop est relié au Freebox Server en Wi-Fi 5, ou bien via une liaison Ethernet 100 Mbps.

##### Freebox Server v7
| Version              | Date de sortie  | Caractéristiques | Système d'exploitation                                                      |
| -------------------- | --------------- | --- | --------------------------------------------------------------------------- |
| Freebox Server V7 r1 | 4 décembre 2018 | - Fibre optique jusqu'à 8 Gbit/s - ADSL2+ ou VDSL2 (selon éligibilité) + 4G LTE jusqu'à 200 Mbps via le protocole MPTCP - Wi-Fi 4400ac tribande (1x2,4 GHz, 2x5 GHz) avec MU-MIMO - Fonctionnalités Serveur NAS (capacité maximale de 20 To, atteignable en RAID) - 4 baies SATA 2,5" (disque 1 To en option à 40 €) - Switch Ethernet Gigabit 4 ports et port SFP+ à 10 Gbps - SoC Marvell Armada 8040 (88F8040) à 2 GHz Quad core ARMv8 Cortex-A72 28 nm - 4 Go de mémoire interne eMMC (réservé au système d'exploitation) - 2 Go de RAM DDR4 2666 MHz, format SO-DIMM extensible jusqu'à 16 Go - Compatibilité avec un pack sécurité (optionnel) composé d'une télécommande, d'un détecteur d'ouverture, d'une caméra de sécurité, d'un détecteur de mouvement (en option) ; - Compatibilité domotique pour gérer les éléments connectés de son logement à distance (supports des réseaux Sigfox, DomusRf – un protocole maison développé par Free, ainsi que IOHomeControl et RTS de chez Somfy. Ajout du support du pont Philips Hue ainsi que de HomeKit via Homebridge) - Lecteur NFC - Base DECT | - Freebox OS 4.0 (version initiale) - Freebox OS 4.8.15 (11 septembre 2024) |

Le Freebox Server V7 tourne sous Freebox OS 4, système d'exploitation basé sur Linux, déjà utilisé pour le Freebox Server V6. Il possède néanmoins quelques nouveautés qui lui sont exclusives dues à son matériel plus récent, comme la capacité de créer des machines virtuelles, le RAID (0, 1, 5 ou 10) ou la gestion domotique.

Freebox Delta
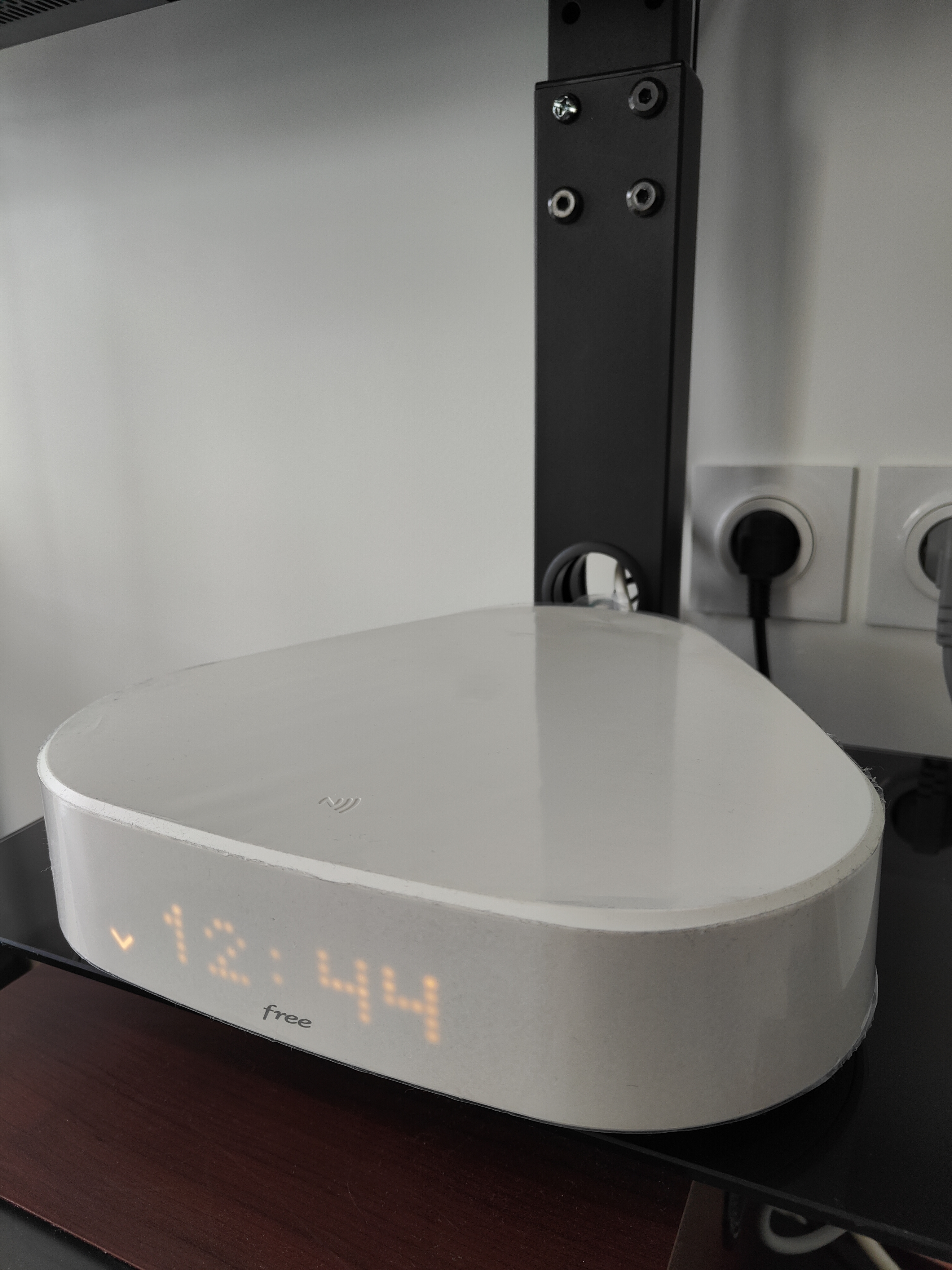
Face avant du server Delta.
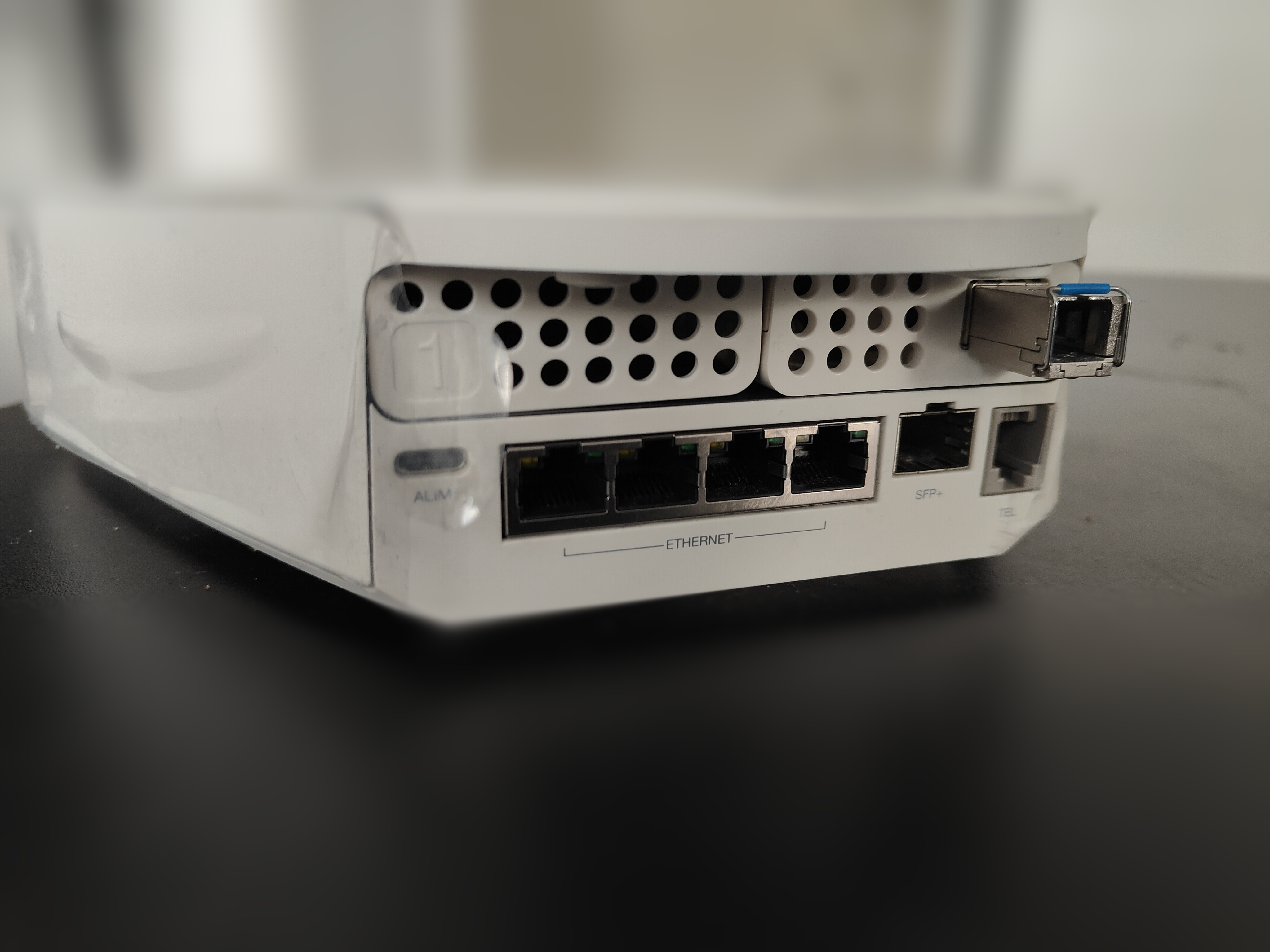
Face arrière du server Delta.

##### Freebox Player v7
| Version                       | Date de sortie  | Caractéristiques | Système d'exploitation                                                                   |
| ----------------------------- | --------------- | --- | ---------------------------------------------------------------------------------------- |
| Freebox Player Devialet/v7 R1 | 4 décembre 2018 | - Système audio Devialet (six haut-parleurs répartis à 360°) - Sortie HDMI 2.0b compatible HDCP 2.2 et 4K HDR10 - SoC Snapdragon APQ8098 (Snapdragon 835) 10 nm 64-bit Arm v8 - 4Go de RAM - 32Go de stockage eMMC - Entrée SPDIF optique - Alimentation USB-C - 1 port USB 3.0 + 1 port USB-C 3.1 - 1 port Ethernet - Entrée TNT - Bluetooth 4.1 - WiFi AC - Lecteur NFC - Base de recharge sans fil Qi - Microphones - Assistants Alexa et OK Freebox | - Freebox Player v7 1.0 (version initiale) - Freebox Player v7 1.5.11 (14 novembre 2024) |

Le Freebox Player Devialet est doté d'un nouveau système d'exploitation (bien que basé sur celui du Freebox Player V6) possédant une nouvelle interface et de nouveaux services, dont Spotify Connect, Alexa, Ok Freebox, un récepteur audio Bluetooth, l'application Amazon Prime Video et autres. Il reste compatible avec les applications développées pour le Freebox Player V6, et incorpore la plupart des fonctionnalités et services existants de ce précédent modèle. Le nouveau Player est également capable de lire des vidéos en 4K HDR via le lecteur multimédia ou les services de VOD et la compatibilité avec les formats audio Dolby Atmos et DTS, la compatibilité eARC disponible depuis le 21 juillet 2021. Le design des Freebox One et Delta a été conçu par l'Anglais Jasper Morrison.

### Huitième génération: Freebox Pop
Au niveau des performances, la Freebox V8 (Pop) propose un débit maximal potentiel de 5 Gb/s en descendant et 700 Mb/s en montant, et est accompagnée d'un répéteur Wi-Fi. Le boitier TV de la Freebox Pop V8 tourne sous Android TV 9 et a accès ainsi aux applications du Google Play Store. OQEE by Free permet par ailleurs d'accéder à plusieurs centaines de chaînes. Les services Canal+, Netflix et Amazon Prime Video sont par ailleurs accessible sur cette Freebox.
La Freebox Pop remplace son prédécesseur qui est donc la Freebox One.

#### Freebox Server v8
| Version                 | Date de sortie | Caractéristiques | Système d'exploitation |
| ----------------------- | -------------- | --- | ---------------------- |
| Freebox Pop Server (V1) | 7 juillet 2020 | - SoC Broadcom BCM63158 à 1,5 GHz multi-core, tout-en-un pour modem-routeur xDSL/Fibre - Alimentation USB-C - 1 entrée xDSL - 1 entrée fibre optique SFP+ 5 Gbps - 3 ports Ethernet : 1 à 1 Gb/s, 1 à 1Gb/s PoE, 1 à 2,5 Gb/s - 1 prise RJ11 téléphone - 1 port USB 3.0 - Bluetooth 5.0 LE - Wi-Fi 5 2100 MU-MIMO (2,4 + 5 GHz), Multi-AP) | Freebox OS             |
| Freebox Pop Server (V2) | 6 octobre 2022 | - Wi-Fi 6 802.11ax (mais pas 6E : pas de bande 6GHz) | Freebox OS             |
| Freebox Pop Server (V3) | 27 mars 2024   | - Wi-Fi 7 802.11be - Interrupteur marche/arrêt - Trous pour fixation murale | Freebox OS             |

#### Freebox Player v8
| Version                 | Date de sortie | Caractéristiques | Système d'exploitation                   |
| ----------------------- | -------------- | --- | ---------------------------------------- |
| Freebox Pop Player (v1) | 7 juillet 2020 | - Soc Amlogic S905X2 12nm : CPU à quatre cœurs ARM Cortex-A53 à 1,8 GHz et GPU ARM Mali-G31 MP2 - 2 Go de RAM - 16 Go de stockage eMMC - 1 sortie HDMI 2.1 (compatibilité 4K HDR, Dolby Vision, Dolby Atmos) - 1 sortie optique TosLink SPDIF - 1 entrée antenne coaxiale TNT - 1 port USB 3.0 - 1 port Ethernet 100 Mbit/s - Wi-Fi 5 802.11ac 2100 MU-MIMO - Pas d'interrupteur Marche/Arrêt - Pas de fixation murale intégrée (accessoire tierce-partie disponible d'environ 4 à 26€) | - Android TV 9 (initial) - Android TV 10 |

Freebox Pop
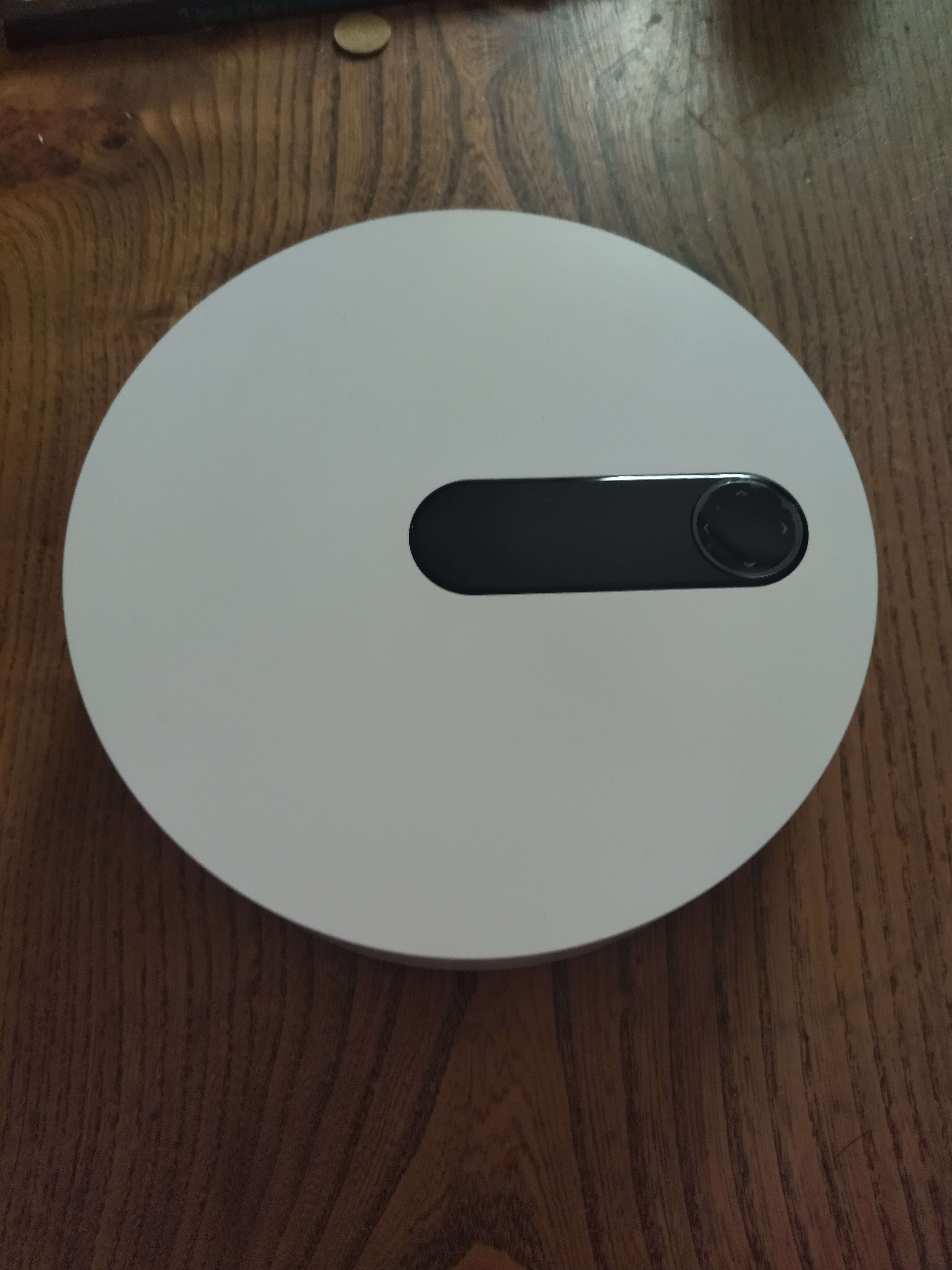
Face avant du Serveur Pop.
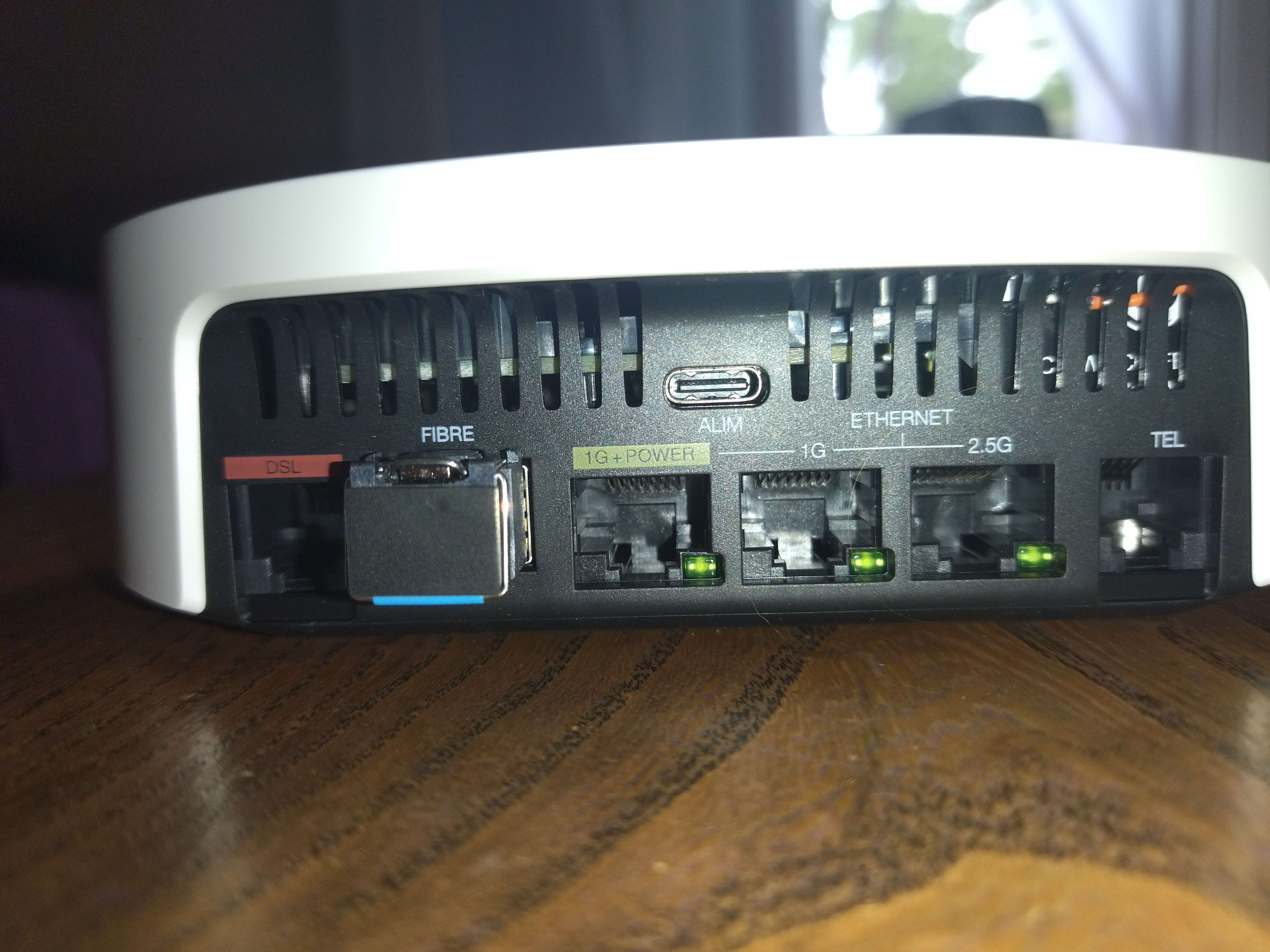
Face arrière du Serveur Pop.
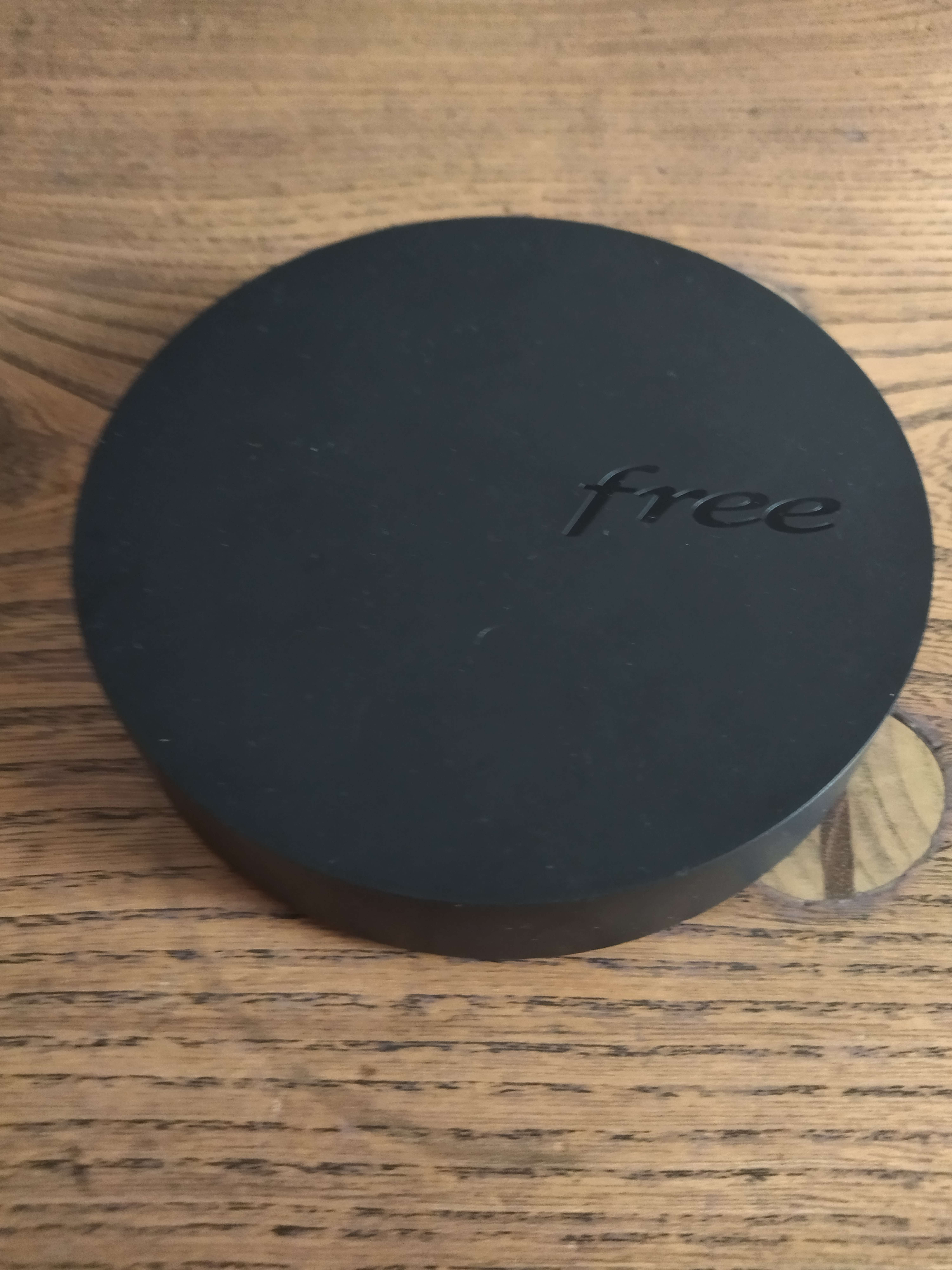
Face avant du Player Pop.
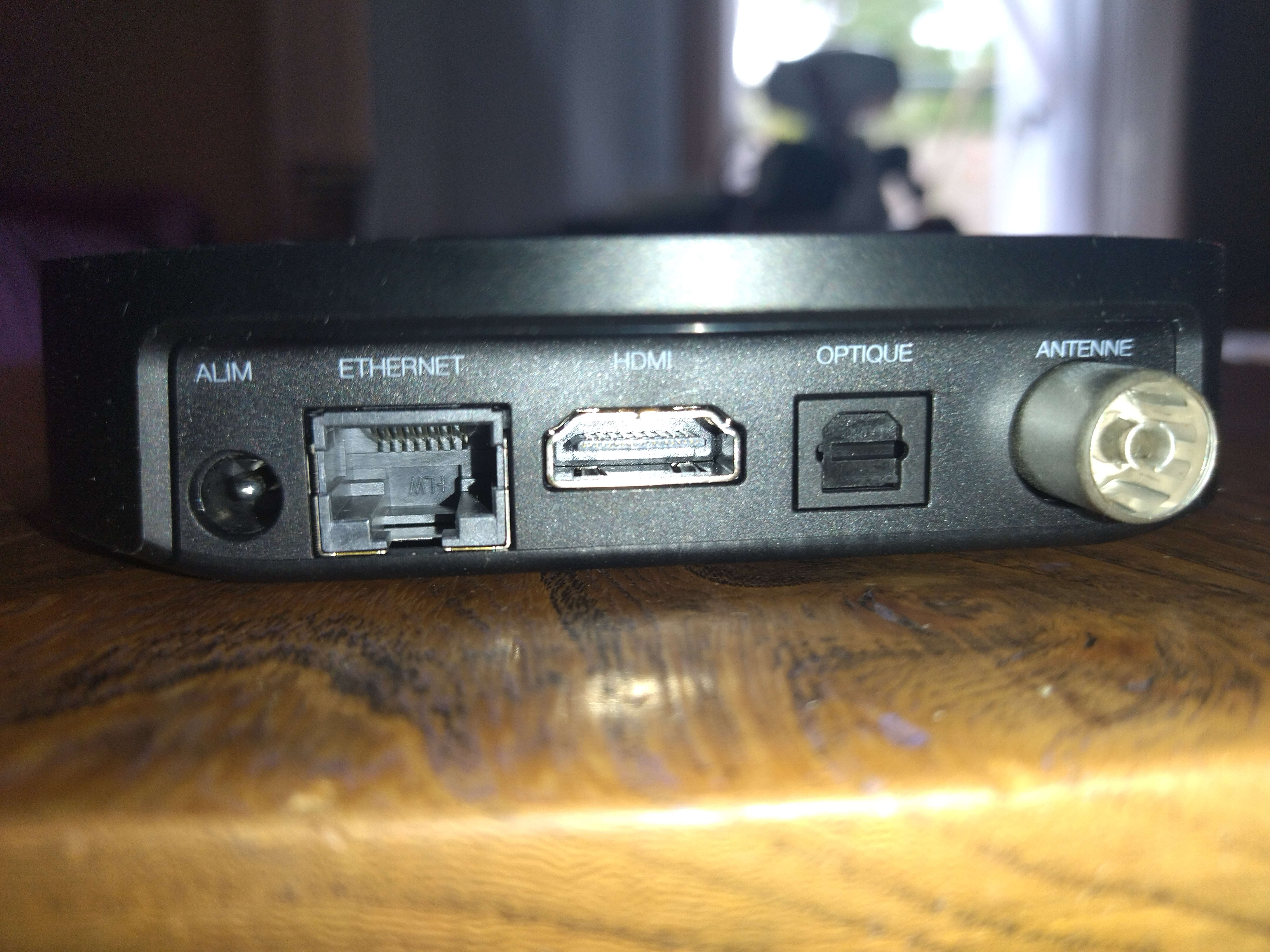
Face arrière du Player Pop.

### Neuvième génération: Freebox Ultra
Une nouvelle Freebox v9 est prévue pour début 2024.
Xavier Niel, lors de la 18ème édition de la journée des communautés Free, avait annoncé la sortie d'une nouvelle Freebox v9 pour 2023. Mais elle a finalement été repoussée à une date ultérieure en attendant que le Wi-Fi 7 soit commercialisé. La commercialisation devrait avoir lieu 30 janvier 2024,,. Nommée Freebox Ultra, elle a été annoncée en matinée avec son offre allégée nommé Freebox Ultra Essentiel, pour une commercialisation dans l'après-midi.
| Version              | Date de sortie  | Caractéristiques | Système d'exploitation                 |
| -------------------- | --------------- | --- | -------------------------------------- |
| Freebox Ultra Server | 30 janvier 2024 | - Soc Qualcomm Networking Pro 820, IPQ 9574, quad-core Cortex A73 2.2 GHz, 14nm - 4 Go de RAM - 8 Go de stockage flash eMMC - 1 port NVME 2280 PCI Gen3 - Alimentation USB-C - 1 entrée fibre optique SFP+ 8 Gbps - Switch 4 ports Ethernet RJ45 à 2,5 Gb/s + 1 port fibre optique SFP+ 10 Gbps - 1 prise RJ11 téléphone - 1 port USB 3.1 type A - Wi-Fi 7 : 2 circuits (bandes 2,4 et 5 GHz pour l'un et 5 et 6 GHz pour l'autre) | - Freebox OS 4.8.15 (11 septembre 2024 |

## Caractéristiques

### Freebox OS
Freebox OS est un système d'exploitation basé sur Linux développé par Free présent sur les Freebox Server v6 et ultérieurs. Il inclut notamment une interface de configuration web avancée permettant de modifier les paramètres du routeur (DHCP, IPv4, IPv6, NAT/DMZ), de la carte réseau Wi-Fi et Ethernet, de gérer son réseau CPL, les fonctions téléphoniques/DECT, les partages réseau et le stockage.
Freebox OS inclut de nombreuses fonctionnalités, dont une seedbox, un serveur et client VPN, des fonctionnalités NAS avec partages DLNA, SMB 1, AFP et FTP, le contrôle parental et filtrage MAC, un client Freebox TV, un bloqueur de pubs et sur certains modèles de Freebox Server il permet de créer des machines virtuelles et possède des fonctionnalités domotiques.

### Caractéristiques matérielles

#### Caractéristiques externes
Les deux premières versions de la Freebox ont le même design et sont constituées d'un boîtier relativement imposant, ayant deux diodes frontales pour afficher son état de fonctionnement. La seule différence entre les deux modèles était l'alimentation interne ; le circuit basse tension était identique.
La Freebox v3 dotée d'un boîtier entièrement nouveau est plus petite, plus légère, de couleur noire et vue du dessus a la forme d'un coquillage. Elle dispose d'un petit afficheur frontal quatre fois sept segments. La Freebox v4, apparue à la rentrée 2004, conserve le même boîtier.
La Freebox version 5, sortie en 2006, se compose de deux modules séparés :
- le boîtier ADSL, dont le design ne change de la v4 que par la couleur bleu-gris ;
- le boîtier HD, de forme rectangulaire et disposant en façade de cinq boutons en forme de croix et d'un petit afficheur neuf fois treize segments.

Les premières versions de la Freebox v5 comportent trois antennes Wi-Fi à l'arrière de chacun des deux boîtiers. Les versions suivantes n'en comportent plus que deux, puis aucune.
La version Révolution de la Freebox, sortie début 2011, se compose toujours de deux modules qui ont tous deux une apparence quasiment jumelle réalisée par Philippe Starck, carrée, noire, posée sur un port USB frontal et ayant une suite de mots découpée en guise de grille d'aération recouvrant le dessus :
- La boîtier Server, qui a un port USB frontal de couleur rouge, a un écran OLED monochrome 128 × 128 pixels et une façade tactile.
- Le boîtier Player, qui a un port USB frontal de couleur gris, et une fente pour le lecteur Blu-Ray.

Free propose un pied circulaire à la vente pour pouvoir disposer une Freebox à la verticale ou de travers.

#### Caractéristiques internes
La Freebox dispose d'un système d'exploitation basé sur le noyau Linux utilisant BusyBox qui est administrable à distance par Free, tout en fournissant des services supplémentaires « à la carte ».
Les Freebox v1 et v2 s'articulent autour du processeur de communication 32 bits RC32355. Presque toutes les Freebox v1 ont été remplacées par des V2 pour cause de problèmes électriques (le transformateur est interne).
La quatrième version comporte un nouveau chipset ADSL compatible ADSL 2+, un support de la norme Wi-Fi 802,11 g pour les versions v4 C et v4 R. La dernière évolution de la Freebox v4 est sortie en version « R », ceci signifiant qu'elle est aussi compatible nativement avec le Re-ADSL 2.
La Freebox v5 possède, dans le boîtier télévision, un disque dur interne de 40 Go utilisables (jusqu'à 160 Go matériellement présents) permettant l'utilisation de la Freebox comme un magnétoscope numérique, disposant d'un décodeur TNT. La puce de décodage vidéo est une Sigma Designs SMP8635 fonctionnant à 300 MHz.
La Freebox Révolution dispose d'un disque dur qui peut contenir 250 Go, et qui se trouve dans le boîtier Server. Le processeur du boîtier Server repose sur une architecture ARM9 à 1,2 GHz, et le boîtier Player dispose d'un SoC Intel CE4150,, reposant sur une architecture x86 à 1,2 GHz et une carte graphique Intel GMA 500 à 400 MHz (dérivée d'une PowerVR SGX535). Le boîtier Server contient 512 Mo de mémoire vive, et le boîtier Player, 1 Go, de type DDR3 SDRAM.
La Freebox Mini 4K, quant à elle, reprend pour la partie serveur le même matériel que le Freebox Server v6 initial, mais sans inclure de disque dur. La Femtocell intégrée est dotée d'un contrôleur Broadcom BCM61650, compatible 3G+ 21 Mbit/s en téléchargement et 5,76 Mbit/s en upload, accompagné par 256 Mo de RAM DDR2. Du côté du boîtier Player, on trouve un processeur Broadcom BCM7252 A15 double cœur 1,5 GHZ avec 2 Go de RAM DDR3. Il y a aussi une mémoire flash de 8 Go (3 Go dédié pour le système d'exploitation) ainsi qu'une puce Wi-Fi 802.11n et Bluetooth 4.0. Il y un port USB et un slot SD en façade avant (micro-SD pour la v2).

#### Connectiques
| Connecteurs                      | Connecteurs                      | Connecteurs                      | v1 v2 | v3    | v4    | v5        | v5                | v5          | v5        | v5          | v6          | v6         | v6      | v6      |
| Connecteurs                      | Connecteurs                      | Connecteurs                      | v1 v2 | v3    | v4    | HD        | HD                | HD          | Crystal   | Crystal     | Révolution  | Révolution | Mini 4K | Mini 4K |
| Connecteurs                      | Connecteurs                      | Connecteurs                      | v1 v2 | v3    | v4    | v5        | HD                | Ô           | 1         | 2           | Server      | Player     | Server  | Player  |
| -------------------------------- | -------------------------------- | -------------------------------- | ----- | ----- | ----- | --------- | ----------------- | ----------- | --------- | ----------- | ----------- | ---------- | ------- | ------- |
| Alimentation électrique          | IEC C7 230 V AC / 5,5 mm 12 V DC | IEC C7 230 V AC / 5,5 mm 12 V DC | 1 / - | - / 1 | - / 1 | - / 1     | - / 1 (ou 9 V DC) | - / 1       | - / 1     | - / 1       | - / 1       | - / 1      | - / 1   | - / 1   |
| Internet                         | xDSL                             | RJ-11 FXS                        | 1     | 1     | 1     | 1         | -                 | -           | 1         | -           | 1           | -          | 1       | -       |
| Internet                         | FTTx                             | SC (SFF) / Port SFP              | -     | -     | -     | -         | -                 | 1 / 1       | -         | -           | (1 [a]) / 1 | -          | 1 / 1   | -       |
| Ethernet                         | RJ-45                            | 100BASE-T / 1000BASE-T           | 1 / - | 1 / - | 1 / - | 1 + 4 / - | 1 / -             | - / 4       | 1 + 4 / - | 1 / -       | - / 4       | - / 1      | - / 4   | 1 / -   |
| Wi-Fi                            | Fente PCMCIA ou CardBus          | Fente PCMCIA ou CardBus          | -     | 1     | 1     | -         | -                 | -           | -         | -           | -           | -          | -       | -       |
| Wi-Fi                            | RP-SMA (antennes)                | RP-SMA (antennes)                | -     | -     | -     | 3, 2 ou 0 | 3, 2 ou 0         | 3, 2 ou 0   | -         | -           | -           | -          | -       | -       |
| Femtocell                        | Slot Pci express x1              | Slot Pci express x1              | -     | -     | -     | -         | -                 | -           | -         | -           | 1           | -          | 1       | -       |
| Téléphone(s)                     | RJ-11                            | RJ-11                            | 2     | 1     | 1     | 1         | -                 | 1           | 1         | -           | 1           | -          | 1       | -       |
| Ordinateur                       | USB type B                       | USB type B                       | 1     | 1     | 1     | 1         | -                 | -           | -         | -           | -           | -          | -       | -       |
| Stockage                         | USB type A / eSATA               | USB type A / eSATA               | -     | -     | -     | -         | 2 / -             | -           | -         | 2 / -       | 2 / 1       | 2 / 1      | 2 / 1   | 3       |
| Stockage                         | SD                               | SD                               | -     | -     | -     | -         | -                 | -           | -         | -           | -           | -          | -       | 1 (v1)  |
| Stockage                         | micro-SD                         | micro-SD                         | -     | -     | -     | -         | -                 | -           | -         | -           | -           | -          | -       | 1 (v2)  |
| Imprimante                       | USB type A                       | USB type A                       | -     | -     | 1     | 1         | -                 | 1           | 1         | -           | (2) [b]     | -          | (2) [b] | -       |
| Sorties Audio / Vidéo numérique  | HDMI (norme)                     | HDMI (norme)                     | -     | -     | -     | -         | 1 (1.1)           | 1 (1.1)     | -         | 1 (1.1)     | -           | 1 (1.3a)   | -       | 1 (2.0) |
| Sorties Audio / Vidéo numérique  | S/PDIF                           | RCA / TosLink                    | 1 / - | - / 1 | - / 1 | -         | 1 / 1             | - / 1       | -         | 1 / 1       | -           | - / 1      | -       | 1 / -   |
| Sorties Audio / Vidéo analogique | Péritel                          | standard / mini DIN              | 1 / - | 1 / - | 1 / - | -         | - / 1             | - / 1       | -         | - / 1       | -           | - / 1      | -       | -       |
| Sorties Audio / Vidéo analogique | S-Vidéo / RCA vidéo              | S-Vidéo / RCA vidéo              | -     | -     | -     | -         | 1 / 1             | -           | -         | 1 / 1       | -           | -          | -       | -       |
| Sorties Audio / Vidéo analogique | RCA audio                        | gauche / droite                  | 1 / 1 | -     | -     | -         | (1 / 1) [c]       | (1 / 1) [c] | -         | (1 / 1) [c] | -           | -          | -       | -       |
| Sorties Audio / Vidéo analogique | Jack audio                       | entrée / sortie                  | -     | -     | -     | -         | -                 | -           | -         | -           | 1 / 1       | -          | 1 / 1   | -       |
| Entrées Audio / Vidéo analogique | S-Vidéo / RCA vidéo              | S-Vidéo / RCA vidéo              | -     | -     | -     | -         | 1 / 1             | -           | -         | -           | -           | -          | -       | -       |
| Entrées Audio / Vidéo analogique | RCA audio                        | gauche / droite                  | -     | -     | -     | -         | 1 / 1             | -           | -         | -           | -           | -          | -       | -       |
| Tuner TV                         | IEC 169-2 9,52 mm                | entrée / sortie                  | -     | -     | -     | -         | 1 / 1 ou 0 / 0    | -           | -         | 1 / 1       | -           | 1 / -      | -       | 1 / -   |
| Non utilisés                     | Ultra-ATA / SATA                 | Ultra-ATA / SATA                 | 1 / - | - / 1 | - / 1 | -         | -                 | -           | -         | -           | -           | -          | -       | -       |
| Non utilisés                     | RJ-11 (modem V.22bis)            | RJ-11 (modem V.22bis)            | -     | -     | -     | -         | -                 | -           | -         | -           | -           | 1          | -       | 1       |

a.  Le port SFP sert à enficher un transceiver SFP, livré seulement aux abonnés fibre optique v6, permettant de brancher la fiche SC de la fibre optique. La Freebox Ô intégrait déjà en son sein un transceiver SFP interne relié au connecteur SC (SFF) disponible, le port SFP ne servant qu'à la potentielle évolution de ce boîtier.
b.  Les connecteurs USB du stockage servent aussi à brancher les imprimantes.
c.  Adaptateur livré avec le boîtier, à brancher sur le connecteur mini DIN 9-pin vers Péritel (et deux RCA audio gauche/droite suivant le boîtier).

#### Consommation électrique
Freebox v4Le boîtier Freebox v4 B consomme environ 9,3 watts (mesurée lors d'une connexion ADSL 2 Mbit/s).
Freebox v5Le boîtier modem freebox v5 consomme 11,1 watts. Le boîtier lecteur HD consomme au maximum 21 watts et 14,7 watts en veille. L'ensemble consomme donc au maximum 32 watts et 25,8 watts en veille.
Freebox RévolutionLe boîtier Server de la Freebox Révolution consomme jusqu'à 36 watts et au minimum 18 watts en inactivité. Le boîtier Player consomme jusqu'à 25 watts pendant la lecture d'une vidéo sur disque optique, jusqu'à 17 watts lors de la lecture d'une vidéo, 13,4 watts en veille, et 0,7 watt en veille prolongée,. La veille prolongée s'obtient avec un appui long sur le bouton d'allumage et nécessite 40 secondes pour revenir à l'état de marche. L'ensemble des deux Freebox Révolution consomme donc 31 watts en veille (20 % de plus que l'ensemble de la version précédente), soit au minimum 271 kWh sur une année. Cela représente un coût de 30 euros à l'année (à 0,11 € le kWh).
Freebox Mini 4KLe boîtier Server de la Freebox 4K seul consomme entre 22 et 25 W électriques, soit 220 kWh/an. Il est possible de désactiver le module interne Femtocell qui consomme 7 W (économie de 10 €/an) pour obtenir un résultat de 17 W au total pour la Freebox Mini 4K[réf. nécessaire].

#### Firmware/Freebox OS[59]
- Freebox v5/Crystal : Le firmware le plus récent est le 1.5.33.
- Freebox v5/Crystal Player : Le firmware le plus récent est le 1.6.17.
- Freebox v6 (Révolution/Mini 4k) Server: Le firmware le plus récent est le 4.9.0, sorti le 18 mars 2025.
- Freebox v6 (Révolution) Player: Le firmware le plus récent est le 1.3.46, sorti le 4 février 2025.
- Freebox v6 Mini 4K Player : Le firmware le plus récent est le 3.6.0 (Android), sorti le 9 janvier 2025.
- Freebox v7 (Delta/Delta S) Server : Le firmware le plus récent est le 4.9.0, sorti le 18 mars 2025.
- Freebox v7 (Delta/One) Player : Le firmware le plus récent est le 1.5.14, sorti le 4 février 2025.
- Freebox v8 (Pop) Server : Le firmware le plus récent est le 4.9.0, sorti le 18 mars 2025.
- Freebox v8 (Pop) Player : Le firmware le plus récent est le 10.5.46 (Android 10), sortie le 16 janvier 2024.
- Freebox v9 (Ultra) Server : Le firmware le plus récent est le 4.9.0, sorti le 18 mars 2025.
- Répéteur Wifi : Le firmware le plus récent est le 2.5.10, sorti le 18 mars 2025.

### Fonctions

#### Réseaux

##### Internet
La Freebox permet d'accéder à Internet. Les débits maximum de la connexion dépendent, entre autres, de la version de la Freebox utilisée :
- Freebox v1, v2 et v3 : débits de l'ADSL commercialisé par Free à 10 Mbit/s en réception et 1 Mbit/s en émission (débits maximum ATM).
- Freebox v4 et v5 : débits de l'ADSL 2+ (ou Re-ADSL 2 pour les lignes éloignées depuis les v4R) commercialisé par Free à 28 Mbit/s en réception et 1 Mbit/s en émission (débits maximum ATM).
- Freebox optique : débits de 1 Gbit/s (1 000 Mbit/s) en FTTH commercialisé par Free à 100 Mbit/s en réception et de 50 Mbit/s en émission.
- Freebox Révolution : Dispose des caractéristiques de la Freebox v5 combinées à celles de la Freebox optique. Cependant la puce électronique gérant la partie ADSL 2+ (BCM6368 de chez Broadcom) permet aussi de gérer le VDSL2 qui est, actuellement, en cours de déploiement[60] (ADSL2+ jusqu'à 28 Mbit/s en réception et 1 Mbit/s en émission, VDSL2+ 100 Mbit/s en réception et 20 Mbit/s en émission).

##### Routeur
La Freebox dispose depuis la v3 d'un routeur qui fait office de :
- Serveur DHCP simplifié. Il est possible de définir des adresses MAC afin de permettre d'attribuer toujours la même adresse IP à une machine donnée.
- Service de routage NAT et UPnP[61] simple. Il peut être activé par l'utilisateur depuis le site de Free, et route aussi bien l'USB, le port Ethernet et les connexions Wi-Fi.
- Proxy Wake-on-LAN. Celui-ci permet d'allumer un ordinateur d'un réseau à distance, en utilisant des paquets codés (comprenant l'adresse MAC de l'ordinateur à allumer).

Le routeur des v3, v4 et v5 est administrable depuis une console de gestion via une page internet du site de Free dans le compte utilisateur de l'abonné. La Freebox rapatrie les paramètres du routeur lorsqu'elle se synchronise au DSLAM, qui oblige à redémarrer la box après chaque série de changement pour qu'ils soient pris en compte, mais ce système permet de rester administrable à distance même sans que la Freebox concernée ne soit connectée.
La console d'administration de la Freebox Révolution Server permet de surveiller l'activité réseau, le paramétrage du routeur étant toujours réalisé via la console de gestion. Cette console web du boîtier Server permet aussi le paramétrage du NAS et l'utilisation de la seedBox. Elle est accessible directement par l'adresse IP locale de la Freebox.
Bien que la Freebox soit souvent présentée comme orientée vers les technophiles, le routeur souffre depuis ses débuts d'une grave limitation : contrairement aux offres concurrentes, il est impossible d'y définir des routes personnelles, ce qui rend impossible l'installation dans le réseau local d'un serveur VPN personnel en mode tunnel. Free offre un ersatz de contournement dans son routeur V6 en mettant à disposition des abonnés un serveur VPN intégré. Cette limitation complexifie également la possibilité d'avoir un réseau local complexe nécessitant du routage et/ou des VLANs.

##### Wi-Fi
Les Freebox v1 et v2 ne disposent pas de moyen intégré pour supporter le protocole Wi-Fi.
La Freebox v3 est la première version de la Freebox à pouvoir émettre du Wi-Fi, néanmoins, pour cela elle nécessite l'ajout d'une carte PCMCIA Wi-Fi 802.11b (11 Mbit/s maximum théorique), vendue par Free, pour activer cette fonction (chipsets : Prism 2/2.5, broadcom 43xx, Ralink RT2500, Orinoco et d'autres…). Certaines cartes équivalentes du commerce peuvent être également utilisées. Une fois la carte insérée dans la Freebox, l'utilisateur doit activer la fonction via sa console de gestion sur le site web de Free.
La Freebox v4 utilise le même système que la Freebox v3, cependant elle accepte aussi les cartes Wi-Fi 802,11 g (54 Mbit/s maximum théorique) depuis la v4C d'octobre 2004 dont le port PCMCIA a été remplacé par un port CardBus complètement rétrocompatible.
Les Freebox v5, Ô et HD utilisent une carte Mini PCI intégrée, comportant un chipset du constructeur Ralink.
Il existe deux types de Wi-Fi équipant ces Freebox suivant ses révisions :
- Les premières disposent de Wi-Fi 802,11 g gérant le MIMO XR de Ralink (108 Mbit/s maximum théorique), qui est uniquement du MISO et non du véritable MIMO[62]. Elles sont fournies avec deux ou trois antennes pour chaque boîtier. Dans la version à trois antennes, l'antenne centrale est émettrice et les deux antennes aux extrémités sont réceptrices[63]. Le boîtier réseau peut à la fois relier le boîtier multimédia et les différents équipements connectés, tout cela par Wi-Fi. Cependant, il n'y a pas de liaison Wi-Fi MIMO possible si l'équipement n'est pas équipé d'une carte Wi-Fi MIMO dotée d'un chipset Ralink. La liaison se fera sinon en Wi-Fi non MIMO.
- Celles distribuées depuis avril 2008 disposent de Wi-Fi 802.11n MIMO 2x2 sur une fréquence de 2,4 GHz (270 Mbit/s maximum théorique) et les antennes sont intégrées à l'intérieur de la coque du boîtier réseau tandis que le boîtier multimédia perd complètement son module Wi-Fi qui est remplacé par du CPL pour communiquer avec le boîtier réseau. Les performances sans fils du boîtier réseau sont meilleures avec des cartes équipées du chipset RaLink RT2800 ; en cas d'absence d'une carte 802.11n, la liaison est alors en 802,11 g.

Les Freebox v6 Révolution récentes (R3) sont compatibles avec le Wi-Fi 802.11ac (867 Mbit/s) grâce à une carte mini PCI Express Marvell 88W8366 (capable d'émettre aussi sur la fréquence de 5 GHz). Avant la mise à jour 2.1.0 en 2014, les Freebox V6 Révolution émettaient en 802.11n MIMO 3x3 seulement sur la bande de fréquence de 2,4 GHz (450 Mbit/s maximum théorique). Cette carte Wi-Fi permet aussi le fonctionnement en mode WDS pour l'extension de réseau mais à sa sortie, le firmware de la Freebox n'implémente pas cette fonctionnalité.

##### FreeWiFi
FreeWiFi est un réseau Wi-Fi communautaire réservé aux abonnés disposant d'une Freebox et qui acceptent de partager leur connexion avec les autres abonnés dégroupés Free ayant eux aussi activé cette fonctionnalité. Celle-ci est réservée aux abonnés Free dégroupés en ADSL/VDSL et ceux qui sont fibrés, hors zones fibrées moyennement denses (ZMD).
La mise en service se fait par l'interface de gestion de FreeWifi depuis sa propre Freebox. Il est nécessaire, par mesure de sécurité, de recopier un code s'affichant sur l'afficheur de la Freebox. L'utilisateur reçoit ensuite les identifiants lui permettant d'utiliser le service.
En octobre 2010, une société montpelliéraine, Osmozis, qui exploitait le nom de domaine « Freewifi.fr » depuis 2005 pour ses bornes de communication sans fil, a été condamnée à transférer gratuitement ce nom de domaine à Free et à lui verser 25 000 euros d'indemnités car Free est une société active depuis 1999 sur le marché français des communications électroniques. Par cette jurisprudence, l'ensemble des marques en France comprenant le terme « Free » sont réservées à Free, tant qu'elles sont en rapport avec son domaine d'activités. Par exemple, Rent-A-Car n'a pas été inquiété pour sa marque de location de voitures Freeloc+, tout comme des marques d'opticiens à bas coûts commençant par « Free ».

Le 6 janvier 2021, Free annonce l'arrêt définitive du service FreeWiFi, seul FreeWiFi_secure reste cependant en service pour les abonnées de Free Mobile.

##### Courants porteurs en ligne
Les Freebox v5 livrées à partir du 22 janvier 2008 et les Freebox Révolution sont équipées de deux FreePlugs permettant de relier les deux boîtiers par l'intermédiaire d'une connexion CPL. Le boîtier HD de la Freebox v5 n'est depuis plus équipé de module Wi-Fi.
Les FreePlugs sont conçues selon la norme HomePlug AV qui n'est pas compatible avec d'autres boîtiers 85 Mbit/s plus anciens (distribués par Free ou d'autres marques), mais ils peuvent cohabiter sur le même réseau électrique, permettant de créer des réseaux indépendants. Autrement dit, des boîtiers FreePlug ne communiquent ainsi qu'entre eux en parallèle d'un autre réseau CPL, exception faite des FreePlugs de la Freebox v5 qui sont compatibles, à condition de respecter à la lettre la procédure d'association : Il est nécessaire de brancher un FreePlug v6 en tant que no 1 (« Émetteur sur le Server », c'est-à-dire branché sur le Freebox Server), pour lui ajouter ensuite plusieurs FreePlugs v6 ou v5. Cette configuration est notamment utilisée pour l'option deuxième télévision des abonnés ayant une Freebox v6 et dont le boîtier pour la seconde télé est un boîtier de Freebox v5.

#### Téléphonie

##### Voix sur IP
Il est possible de brancher un téléphone classique pour disposer d'une ligne téléphonique VoIP. De nombreuses fonctions téléphoniques sont disponibles sur cette ligne sans surcoût : double appel, Ring Back Tone, etc.. Malheureusement pour les utilisateurs, le transfert d'appel, longtemps inclus aussi, est facturé à la minute depuis février 2011.
Depuis la Freebox v6 (mise à part la Freebox Pop Server) une station de base DECT (CAT-iq), gérant jusqu'à cinq combinés est intégrée au boîtier Server, grâce à laquelle il n'est plus obligatoire de brancher physiquement les combinés téléphoniques à la norme DECT à l'arrière de la Freebox, ni même de disposer d'une base DECT. L'acquisition de combinés dit « supplémentaires » seuls est théoriquement possible.
L'équipementier qui fournit à Free sa plate-forme de VoIP est Cirpack. La signalisation des appels s’effectue en MGCP.

##### SIP et Freephonie
Tous les abonnés Freebox bénéficiaient gratuitement d'un compte SIP via leur interface de gestion qui leur permettait de bénéficier des appels gratuits vers les fixes et mobiles de particuliers en France depuis n'importe quelle connexion Internet dans le monde (via un logiciel ou matériel compatible SIP tel un téléphone mobile ayant accès à Internet via Wi-Fi ou 3G/4G). Pour des raisons de sécurité les appels via le compte SIP sont limités aux seuls appels vers les fixes et mobiles en France[réf. souhaitée]. Service abandonné fin décembre 2018.
De plus, les possesseurs d'une Freebox v5 peuvent utiliser la technologie SIP sur le réseau Freephonie, et ainsi profiter de la tarification identique à l'utilisation normale à partir de chez soi et ce aussi bien pour les appels sortants qu'entrants, en ayant un téléphone Wi-Fi compatible SIP et en téléchargeant les certificats WPA Entreprise disponibles sur sa console de gestion.
Pour utiliser le réseau Wi-Fi Freephonie, Free commercialisait aussi deux téléphones VoIP, le « white » Wi-Fi (d'octobre 2006 à octobre 2008) et le « Black » hybride Wi-Fi/GSM (d'octobre 2006 à mai 2009). Le téléphone « Black » hybride permettait aussi d'utiliser le réseau classique de téléphonie mobile (GSM, GPRS, 3G…) de votre opérateur. La technologie UMA, qui peut permettre la continuité d'une conversation en changeant de réseau (passer du GSM au Wi-Fi ou inversement), n'est pas disponible avec l'offre de Free.

#### Multimédia

##### Télévision et radio
Free propose un service de télévision nommé Freebox TV qui est accessible via la Freebox aux abonnés dégroupés techniquement éligibles. Ce service était compris dans les forfaits internet de Free depuis ses débuts, mais depuis le 1er février 2011, il est soumis à un abonnement de 1,99 €.
Ce service comporte plus de quatre cents chaînes dont près de deux cents incluses dans le forfait de base, plusieurs services de vidéo à la demande, un service de télévision de rattrapage, un EPG, plus de soixante-dix Radio FM et plus de mille deux-cents webradios.
Les internautes utilisant une Freebox Révolution ont également la possibilité de regarder l'ensemble des chaînes diffusées sur Freebox TV sur divers autres équipements connectés au réseau privé diffusé par une Freebox (ordinateurs, téléphones et tablettes multimédia), tandis que pour les précédentes versions de Freebox, quelques chaines, notamment des groupes TF1 et M6, sont absentes.
Il est également possible de s'abonner aux offres commerciales du groupe Canal+ tels Canalsat ou Canal+ Le Bouquet afin de les recevoir via la Freebox sans location de décodeur supplémentaire. Cette possibilité ne nécessite pas la souscription de l'abonnement Freebox TV.

##### Disque dur multimédia
Les abonnés disposant d'une Freebox à deux boîtiers ont la possibilité d'utiliser le boîtier multimédia sans supplément comme un magnétoscope numérique et un media center.
Il est possible d'enregistrer en qualité numérique les émissions de Freebox TV ou de la TNT (sauf les chaînes issues des bouquets Canal+ Le Bouquet — sauf via l'univers freebox — ou Canalsat et les radios qui ne sont pas enregistrables) directement sur le disque dur intégré de la Freebox. Il leur est également possible de programmer un enregistrement, manuellement ou via le guide des programmes visible sur la Freebox, ou de gérer le direct d'une émission, en appuyant simplement sur la touche « Pause ». La fonction « enregistrement à distance » est ajoutée en décembre 2009 : l'utilisateur programme ses enregistrements depuis sa console de gestion.
Le disque dur de la Freebox est également disponible sur un serveur FTP visible sur n'importe quel ordinateur branché sur le réseau de cette Freebox. On peut alors récupérer des fichiers vidéo préalablement enregistrés sur son ordinateur ou y déposer des vidéos qu'on a sur l'ordinateur afin de les regarder sur sa télévision (tout cela même si la Freebox est éteinte). La freebox ne peut lire que certains types de vidéos :
- Les vidéos encapsulées dans un fichier de format conteneur AVI dont l'image est codée en Divx (Divx 3) ou Xvid et le son en MP3 ou AC3
- Les fichiers encapsulés dans un conteneur au format TS dont la vidéo est codée en MPEG-2 ou Xvid et le son en MP3, AC3 ou DTS.
- Les fichiers encapsulés dans un conteneur au format Matroska *.mkv dont l'image est codée en Divx/Xvid ou H264 et le son en MP3 ou AC3.

Les fichiers de sous-titres portant le même nom que le fichier vidéo sont pris en compte.
Il est possible de connecter un disque dur externe sur le port USB de la freebox. Les fonctionnalités disponibles sur le disque dur interne s'étendent alors à celui-ci. Toutes les chaînes peuvent être enregistrées, mais certaines chaînes interdisent d'exporter les fichiers d'enregistrement en FTP ou de les enregistrer sur le disque dur connecté sur le port USB pour des raisons de droit d'auteur.
La Freebox Révolution (v6) intègre dans son boîtier Player un lecteur Blu-ray compatible CD-DVD, et le nombre de formats de fichier lu a été revu à la hausse.
Elle intègre aussi un NAS et une Seedbox.

##### Freeplayer
À partir de juillet 2005 la Freebox (à partir de la version 3) dispose d'une nouvelle fonction nommée « Freeplayer », qui permet de visionner sur sa télévision les différents fichiers multimédias (images, sons, vidéos) stockés sur son ordinateur, et de naviguer via une interface HTML simplifiée.

##### Codage vidéo MPEG-2
Depuis le lancement du service TV Perso le 27 juin 2007, Free a activé la fonction de codage vidéo des Freebox HD (v5). Ainsi, chaque abonné peut émettre un flux vidéo en branchant n'importe quel appareil sur une des entrées vidéo de la Freebox (connexions RCA ou S-Vidéo), ainsi que sur l'entrée son stéréo.
Le codage se fait :
- soit à la volée, la Freebox diffuse alors le flux à un débit dynamique, réglable par l'utilisateur (par défaut 80 % de l'upload maximum, donc de 400 à 800 kbit/s), ce qui permet de faire des émissions live sur TV Perso. La qualité reste cependant très moyenne.
Mais avec l'avènement de la Freebox optique, ce flux montant pourra atteindre les 3,5 Mbit/s, voire plus (Free a fait des tests de codage en Live HD, résolution 1080i, à 13 Mbit/s en MPEG-2), et offrir ainsi une qualité de live égale à celle des chaînes TV classiques.
- Soit en différé à 3,5 Mbit/s, le disque dur fait alors tampon entre les serveurs et la Freebox, l'envoi se faisant dans la limite de l'upload définie.

Le service permet aussi de numériser une vidéo (par exemple d'un magnétoscope) sur le disque dur, puis de la transférer directement sur un PC pour la retoucher, compresser, etc.. Le codage est alors à 3,5 Mbit/s si la destination est le disque seul. Si la destination est aussi TV Perso, la vidéo est codée selon le choix de diffusion : 800 kbit/s max. pour une diffusion en « live » et 3,5 Mbit/s pour une diffusion différée.

##### Applications et jeux vidéo
La Freebox HD exploite le design manette de jeu de sa télécommande depuis le firmware 1.6.1 et l'ouverture de sa section « Jeux » le 19 novembre 2009. Il est ainsi possible de jouer à des jeux développés par Iliad (Démineur, Solitaire, Morpion, etc.), des jeux développés avec le kit de développement Elixir ou à des jeux émulés de consoles de jeux des années 1990 et 1980 comme la Sega Master System, la Game Boy, la Game Boy Color et la Game Gear. Pour utiliser ces émulateurs, il suffit de disposer des ROM ou de les récupérer sur l’une des plateformes web de téléchargement légal existantes et de les copier sur le disque dur de la Freebox HD ou sur un périphérique de stockage externe USB que l’on connectera à la Freebox HD.
Le 10 août 2010, la partie « Jeux » s'étend et devient une plateforme de téléchargement d'applications, le « Freestore », dans lequel sont intégrés les jeux mais aussi des applications.

#### Autres

##### Fax
Entre avril 2007 et novembre 2022, les abonnés Free Haut Débit pouvaient envoyer et recevoir des fax. Il ne s'agissait cependant pas de relier un fax à sa Freebox, puisque tout se passait en ligne :
- la réception du fax était redirigée vers l'adresse de courriel choisie à cet effet, sous forme de pièce jointe en PDF ;
- l'émission d'un fax se faisait depuis l'espace abonné Freebox et une copie était adressée à l'adresse de courrier électronique choisie. Le document à envoyer (en A4) pouvait être aux formats PDF, JPG, DOC, XLS, TXT[69].

Depuis 2015, ce service était compris dans l'abonnement Free. Il devait être activé depuis l'Espace abonné Freebox. Le service a été arrêté en novembre 2022.